# Facebook
Cet article concerne le réseau social. Pour l'entreprise, voir Meta (entreprise).
Facebook [ˈfeɪsbʊk]  (litt. « trombinoscope » en anglais) est un réseau social en ligne appartenant à Meta Platforms. Il permet à ses utilisateurs de publier des images, des photos, des vidéos, des fichiers et documents, d'échanger des messages, de joindre et de créer des groupes et d'utiliser une variété d'applications sur une variété d'appareils.
Facebook est fondé en 2004 par Mark Zuckerberg et ses camarades de l'université Harvard : Chris Hughes, Eduardo Saverin, Andrew McCollum et Dustin Moskovitz. D'abord réservé aux étudiants de cette université, il s'est ensuite ouvert à d'autres universités américaines avant de devenir accessible à tous en septembre 2006. Le nom du site provient des albums photo (« trombinoscopes » ou « facebooks » en anglais) regroupant les photos des visages de tous les élèves prises en début d'année universitaire. En décembre 2015, Facebook dépasse le milliard d'utilisateurs actifs quotidiens.
Facebook est un des réseaux sociaux comptant le plus de comptes actifs, il subit cependant depuis 2023 une baisse d'attractivité de la part des jeunes.
Facebook fait régulièrement l'objet de débats, tant sur le plan politique que juridique, économique, culturel et social. Son influence dans la sphère publique et la manière dont il affecte la vie sociale de ses utilisateurs, son usage des données personnelles, son rôle dans la propagation des infox (fake news), sa responsabilité dans la banalisation des discours de haine ou bien encore sa politique de régulation des contenus sont ainsi souvent discutés dans l'actualité.

## Histoire

### Développement (2003–2005)

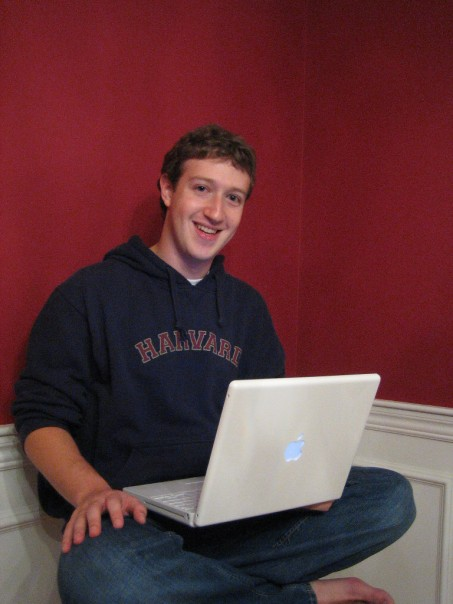
Mark Zuckerberg, cocréateur de Facebook, dans sa chambre à Harvard en 2005.

En 2003, Mark Zuckerberg a construit un site Internet s’appelant « Facemash » qui précède le Facebook que nous connaissons maintenant. Il avait pour but de classer les femmes selon leur physique et les gouts des utilisateurs en utilisant des photos obtenues illégalement du « face book » (trombinoscope) de l'université Harvard. Mais cela allait contre les règles de l'institution, ce qui força le site à être fermé après être resté seulement deux jours en ligne, mais « Facemash » avait tout de même attiré plus de 450 personnes et 22 000 votes. Zuckerberg a fait face au risque d’être expulsé de l'université et d’être accusé d’enfreindre les copyrights et la vie privée de ceux et celles dont les photos avaient été mises en ligne,.
Mark Zuckerberg fonde « The Facebook », initialement à l'adresse thefacebook.com, le 4 février 2004. L'inscription est d'abord limitée aux étudiants de l'université Harvard. Dès le premier mois, plus de la moitié des étudiants de premier cycle de l'université est inscrite sur le service. Eduardo Saverin (aspect commercial), Dustin Moskovitz (programmeur), Andrew McCollum (graphiste) et Chris Hughes rejoignent Zuckerberg pour l'aider à promouvoir le site. En mars, Facebook s'élargit aux universités Stanford, Columbia et Yale. Cette expansion continue avec l'ouverture de Facebook à l'Ivy League et aux écoles de la région de Boston et, progressivement, à la plupart des universités au Canada et aux États-Unis. En juin 2004, Facebook établit son siège social à Palo Alto, en Californie.
La société enlève l'article « The » de son nom après l'achat du nom de domaine facebook.com en 2005 pour la somme de 200 000 dollars. En septembre 2005, elle lance une version pour les écoles secondaires, prochaine étape logique pour Zuckerberg. À cette époque, pour rejoindre le réseau d'une école secondaire, il faut recevoir une invitation. Facebook élargit ensuite ses membres aux employés de plusieurs sociétés, dont Microsoft et Apple.
Les frères Cameron et Tyler Winklevoss, également étudiants à Harvard à l'époque, estiment que Mark Zuckerberg leur a volé leur idée pour créer Facebook. Un procès s'est ensuivi, à l'issue duquel ils se sont accordés sur un dédommagement de 65 millions de dollars.

### Améliorations (2006–2009)
Dès le 26 septembre 2006, toute personne d'au moins 13 ans possédant une adresse électronique valide peut posséder un compte,. Le 13 août 2007, une partie du code source de la page d’index du site est piratée et publiée sur internet.
Le 23 juillet 2008, alors que le nombre d'utilisateurs dépasse les 400 000, Facebook présente les avancées de sa plateforme appelant ses développeurs à connecter leurs sites Web à Facebook via Facebook Connect. Facebook améliore son système de micro-blogging. D'après Le Monde, cette nouveauté vise à défendre ses parts de marché face au concurrent Twitter, qui bénéficie d'une forte couverture médiatique.

### Succès (2010–2013)
Un livre non officiel retraçant l'histoire de Facebook, de l'université Harvard en 2003 jusqu'au courant de l'année 2009, est publié le 21 janvier 2010. Le film The Social Network (ou Le Réseau social au Québec), retraçant la création de « The Facebook » à Harvard, sort le 1er octobre de la même année dans les salles nord-américaines et le 13 octobre en France. Le 23 septembre 2010, Facebook et tous les services utilisant son API sont coupés pendant plus de deux heures à la suite d'une modification erronée de la configuration du site par les développeurs. Le 15 novembre, Mark Zuckerberg annonce le lancement d'un système de messagerie e-mail, qui aura pour nom de domaine @facebook.com, afin de concurrencer Gmail et Hotmail, les webmail de Google et Microsoft.
Le 17 mai 2012, Facebook lance la plus grosse introduction en Bourse de l'histoire des valeurs technologiques, tant en levée de fonds qu'en capitalisation boursière, et au second rang historique pour l'ensemble des États-Unis derrière Visa et devant celle de General Motors, avec 421 millions d'actions au prix de 38 dollars chacune, qui lui donne une valorisation de 104 milliards de dollars. Exactement un an avant, le réseau social professionnel LinkedIn est valorisé à 9 milliards de dollars, au même niveau que Peugeot et plus que Cap Gemini ou Iliad. Tout comme Google en 2004, Facebook contient les frais payés aux banques, versant selon Dan Scholnick, de la société de capital-risque Trinity Ventures, seulement 1 % du montant de l'opération. Néanmoins le cours chute rapidement, le titre perdant jusqu’à 24 % moins de deux semaines après l’introduction.
En août 2012, Facebook révèle que 8,7 % de ses 955 millions d'utilisateurs, soit 83 millions, sont des « faux comptes » : ce sont soit des comptes dupliqués, soit des comptes mal classifiés (représentant un animal, une société…), soit des comptes indésirables.
En novembre 2012, Facebook prend ses distances avec Zynga, son fournisseur de jeu attitré, indépendamment de Facebook.
En 2013, quelques mois après la certification des pages pour les marques ou les personnalités, Facebook lance l'application Facebook Mentions qui permet aux célébrités qui ont des pages ou des profils certifiés d'accéder à des fonctionnalités différentes.

### Branch Media et divers (depuis 2014)
Le 14 janvier 2014, Facebook rachète la société Branch Media, spécialisée dans la curation et le partage de contenus, pour 15 millions de dollars. Le 24 février 2014, un porte parole de Facebook annonce à l'AFP la suppression de son système de messagerie e-mail @facebook.com. En mars 2014, Facebook rachète Oculus VR, créateur du casque de réalité virtuelle Oculus Rift. En juin 2014, Facebook lance Slingshot (application de partage de photos) pour concurrencer Snapchat, mais sans succès. En octobre 2014, Facebook lance Rooms, une application (exclusivement mobile) qui permet de créer des salons de discussion (forums),. Le 15 juin, Facebook annonce le lancement de l'application Moments, dont l'objectif est de partager de manière privée ses photos.
En mai 2016, Facebook et Microsoft annoncent conjointement leur projet de créer un câble sous-marin transatlantique à haut débit afin d'accélérer la vitesse d'accès à leurs services et au cloud. Le projet, du nom de Marea, devrait relier Virginia Beach aux États-Unis à Bilbao en Espagne[réf. nécessaire].
En octobre 2016, Facebook lance le réseau social d'entreprise Workplace. Jusqu'ici baptisé Facebook at work, cette déclinaison du réseau social est à destination des entreprises et prétend rivaliser avec les intranets et les boîtes mail en accélérant la communication entre salariés.
Le 1er mars 2017, Facebook lance un test visant à détecter les messages suicidaires sur le réseau social, à l’aide d’un programme d’intelligence artificielle. En se basant sur de précédents messages signalés par des utilisateurs comme suicidaires, ce programme informatique a été « entraîné » à repérer ce type de publication.
En juillet 2017, Facebook annonce la mise en place d'une fonctionnalité permettant aux sites d'information de proposer des articles payants.
En novembre 2023, Facebook et Instagram lancent une option payante, à partir de 10 € par mois, sans publicité et qui évite la collecte de données à but commercial, tout en maintenant son accès gratuit, qui continue d'être soumis à la publicité et la collecte de donnée, à la suite des poursuites engagées contre Meta pour non conformité au Règlement général sur la protection des données (RGPD).

## Présentation
Comme application de réseau social, Facebook permet à ses utilisateurs d'entrer des informations personnelles et d'interagir avec d'autres utilisateurs. Les informations susceptibles d'être mises à la disposition du réseau concernent l'état civil, les études et les centres d'intérêt. Ces informations permettent de retrouver des utilisateurs partageant les mêmes intérêts. Ces derniers peuvent former des groupes et y inviter d'autres personnes. Les interactions entre membres incluent le partage de correspondance et de documents multimédias. Ce principe existe sur d'autres réseaux sociaux généralistes, comme Orkut, ou s'adressant au monde du business, comme Viadeo.

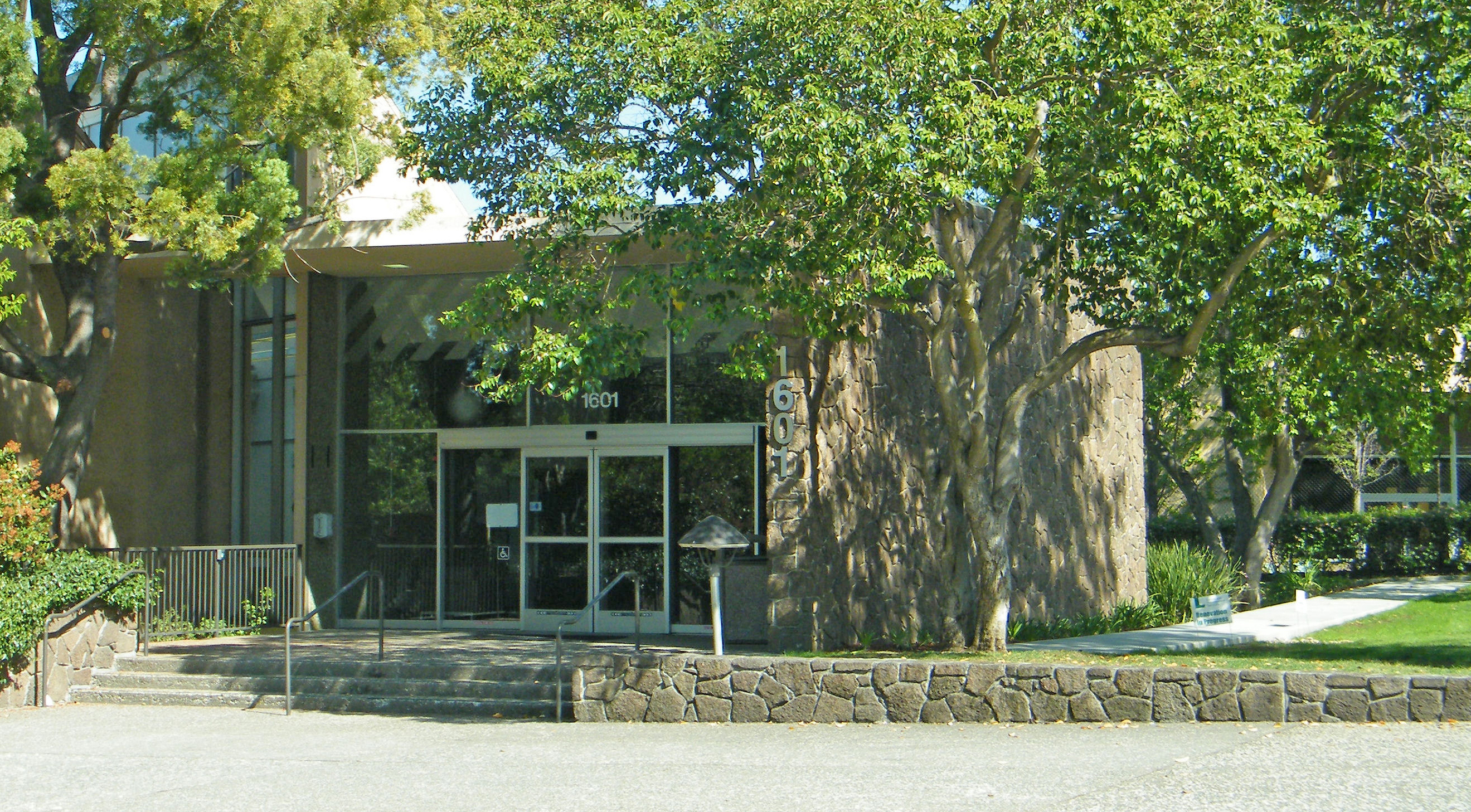
Ancienne entrée du complexe de Facebook au Stanford Research Park à Palo Alto en Californie.
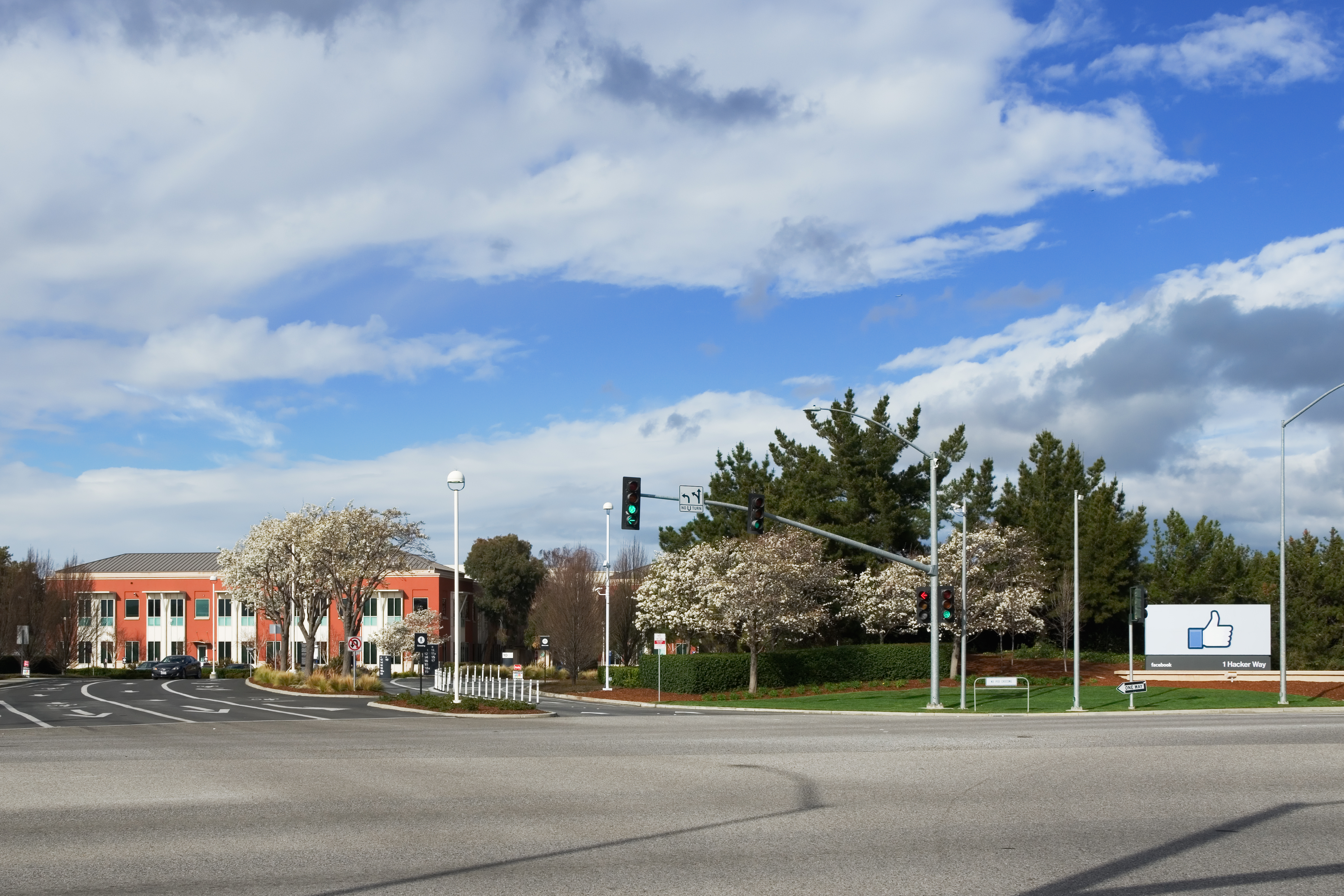
Entrée du complexe de Facebook à Menlo Park en Californie.
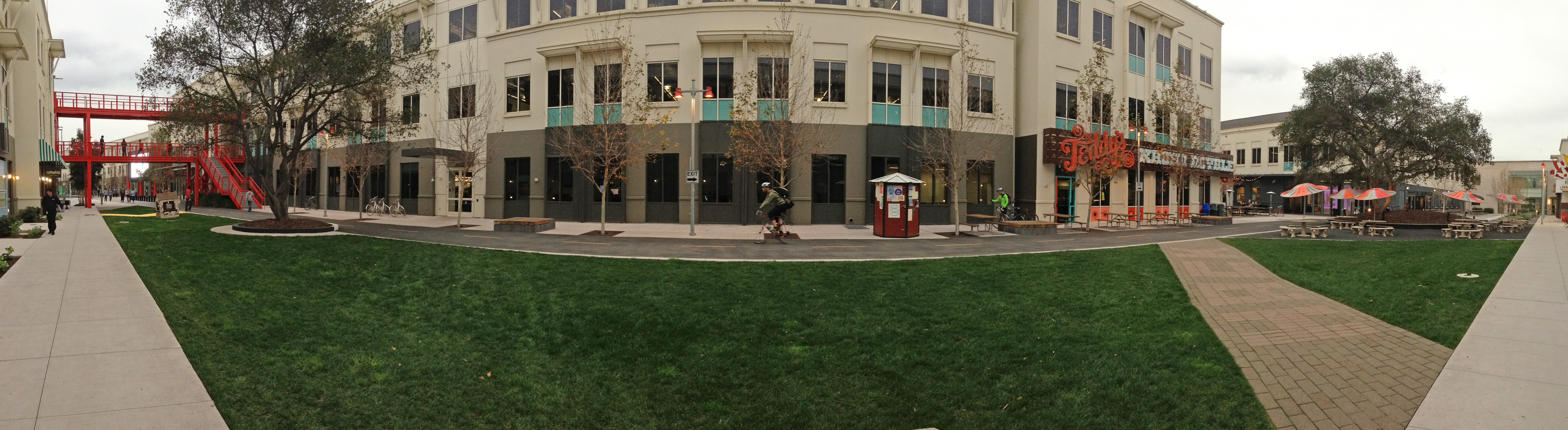
Dans le campus.

### Facebook Connect
C'est un système de connexion créé par Facebook permettant aux développeurs de sites web de permettre à leurs utilisateurs de se connecter via leur compte Facebook. Ce système requiert pour les développeurs l'API (interface de programmation) de Facebook et une application. Ceci permet ensuite au développeur d'utiliser le système Facebook Graph Search afin de récupérer des informations relatives à l'utilisateur Facebook.

### Identité visuelle
La couleur principale du site est le bleu, puisque Zuckerberg possède du daltonisme rouge-vert, ce qu’il a découvert plus tard avec un test qu’il a effectué en 2007.

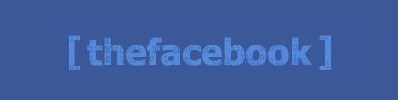
Logo de [thefacebook] de 2004 à 2005
Logo de Facebook de 2005 à 2015
Logo de Facebook de 2015 à 2019
Logo de Facebook de 2019 à 2023
Logo de Facebook depuis 2023

## Fonctionnalités

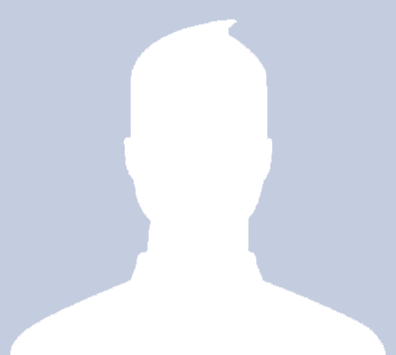
Dès son inscription sur Facebook, l'utilisateur a cette silhouette comme photo de profil en attendant qu'elle soit remplacée par la sienne.

Facebook propose à ses utilisateurs des fonctionnalités optionnelles appelées « applications », représentées par de petites boîtes superposées sur plusieurs colonnes qui apparaissent à l’affichage de la page de profil de l'utilisateur. Ces applications modifient la page de l'utilisateur et lui permettent de présenter des informations aux personnes qui visiteraient sa page ou d'en échanger. L'utilisateur trouvera par exemple : une liste d'amis, une liste des amis qu'il a en commun avec d’autres amis, une liste des réseaux auxquels l'utilisateur et ses amis appartiennent, une liste des groupes auxquels l'utilisateur appartient, une boîte pour accéder aux photos associées au compte de l'utilisateur, un « mini-feed » résumant les derniers évènements concernant l'utilisateur ou ses amis, sur Facebook et un « mur » (« wall », en anglais) permettant aux amis de l'utilisateur de laisser de petits messages auxquels l'utilisateur peut répondre.[réf. nécessaire]

### Découverte de contacts
Facebook propose constamment à ses utilisateurs de nouveaux amis potentiels. Le réseau social mise ainsi sur sa capacité à accroître les interactions entre ses utilisateurs et donc à leur faire consommer de la publicité.

### Messagerie instantanée
Une fonction de messagerie instantanée, disponible depuis avril 2008, permet de signaler à ses amis sa présence en ligne et, si nécessaire, de discuter dans un « salon » privé (l'application ne permettant pas, en octobre 2010, de réunir plus de deux personnes dans un même salon). Depuis février 2010, le chat de Facebook utilise le protocole de communication XMPP, afin de permettre aux utilisateurs de s’y connecter avec n'importe quel client de messagerie instantanée compatible avec ce protocole. Le chat reste cependant réservé aux membres de Facebook.
Depuis mars 2024, avec l'entrée en application de la législation européenne sur les marchés numériques, l'application Messenger propose soit de continuer à l'utiliser avec un compte Facebook, ce qui permet d'envoyer des messages aux comptes Facebook, soit de créer un compte distinct. Cette législation impose à la messagerie de proposer une interconnexion avec les autres messageries instantanées si celles-ci en font la demande.

### Applications
Le choix des applications à afficher est laissé à l'utilisateur, qui peut en ajouter après avoir consulté le catalogue ou bien en supprimer, changer leur agencement sur la page ou en cacher certaines au public. Les applications permettent aussi aux membres de Facebook de jouer gratuitement à des jeux. Il y a plusieurs types d'applications incluant jeux de simulation (par exemple, FarmVille, Island Paradise, Fifa Superstar, Top Eleven Football Manager) et petits jeux d'arcade (par exemple, Paf le chien).[réf. nécessaire]
Facebook s'est ouvert aux applications tierces depuis mai 2007.
De nombreux concepteurs, débutants ou experts, ont développé une application. Selon Facebook, il existait au 30 novembre 2007 plus de 8 000 applications, développées ou non par Facebook. Des outils et des cadres de développements (framework, interface de programmation, exemples de code…) sont proposés aux développeurs afin que ces derniers puissent formater leurs conceptions aux normes de Facebook. Le FBML, par exemple, qui constitue le langage de mise en page standard sur Facebook, est un cousin du HTML compréhensible pour le développeur.[réf. nécessaire]

### Messagerie courriel
Depuis novembre 2010, il est possible d'obtenir une adresse e-mail se terminant par @facebook.com. Outre le fait que plus de 200 millions d'utilisateurs sont actifs sur mobile en 2010, les usages les plus marquants sont Open Graph, Facebook Connect et la monnaie virtuelle Facebook Credits (en).

### Appels vidéos
Depuis le 6 juillet 2011, Facebook permet de réaliser des appels vidéos en partenariat avec Skype. Ces appels peuvent aussi se faire en groupe de deux ou plusieurs.

### Application pour tablette
Le 11 octobre 2011, Facebook a annoncé le lancement de son application pour iPad. Cette application, attendue depuis 18 mois, reprend l'ensemble des fonctionnalités du réseau social tout en l'adaptant à la tablette, avec notamment la possibilité de visionner les photos en plein écran. À la suite de sa première conférence marketing qui a eu lieu le 29 février 2012, Facebook a également lancé le « Journal » pour les pages. Le nouveau format « Timeline » s'applique à toutes les pages à partir du 19 mai 2012.

### Application Messenger
Facebook Messenger, qui est une messagerie instantanée, a commencé sous le nom de « Facebook Chat » en 2008, puis il est devenu une application à part entière sur mobile en 2011. Le 5 mars 2012, Facebook lance sa version pour ordinateur de Facebook Messenger.

### Moteur de recherche
En janvier 2013, Facebook présente son nouveau moteur de recherche dédié : Graph Search.

### Nouveau fil d'actualité
En mars 2013, Facebook annonce un nouveau format, radicalement différent pour ses utilisateurs. Il est disponible en France depuis le mois d'avril 2013 après inscription sur une liste d'attente. Il sera progressivement proposé à tous.

### Assistance en cas de catastrophe
Après le séisme d'avril 2015 au Népal, le site web lance le service Facebook Safety check, qui permet d'informer ses proches ou de donner des informations concernant d'autres personnes lors de catastrophes naturelles, et ainsi faciliter les recherches des personnes disparues. Ce système est réutilisé à l'occasion des attentats survenus à Paris, le 13 novembre 2015.

### Streaming
En décembre 2015, le service de streaming (Facebook Live) pour les vidéos est opérationnel aux États-Unis, il arrive l'année suivante (2016) en Europe. Un exemple de témoignage de Facebook Live, qui est devenu viral au Canada a été offert par Joyce Echaquan.

### Bouton d'empathie
En septembre 2015, Facebook annonce qu'il va tester la mise en place d'un bouton d'empathie, contrebalançant le bouton « J'aime », qui peut être difficile à utiliser pour des statuts marquant des moments difficiles par exemple.

### Réseau social d'entreprise
Facebook prépare, la même année, un réseau social d'entreprise, Facebook at work, qui doit permettre aux utilisateurs de discuter entre collègues, de se mettre en relation avec d’autres professionnels ou encore de partager des documents. Le modèle économique choisi est le freemium : l’accès est gratuit, mais certaines fonctions sont payantes. Le 26 octobre 2015, Facebook annonce le lancement d'une nouvelle fonctionnalité, en réponse aux demandes des utilisateurs, permettant de recevoir sur leur mobile, s'ils le souhaitent, des notifications sur des événements ayant trait à l'actualité de leur ville, des résultats sportifs ou encore des actualités météo.

### Aide à l'éloignement
Le 19 novembre 2015, Facebook commence à tester une série d'outils permettant aux utilisateurs ayant subi une rupture de limiter les relations avec leurs anciens partenaires. L'utilisateur peut, par exemple, choisir de limiter l'apparition sur son fil d'actualité de publications de son ex.

### Boutons de réactions
Les utilisateurs du réseau social peuvent exprimer leurs émotions par rapport à des publications avec des émojis.
En janvier 2016, Facebook lance cinq nouveaux boutons de réactions, s'ajoutant au classique « J'aime » : « J'adore », « Haha », « Wouah », « Triste » et « Grrr ». Facebook explique vouloir donner « plus de moyens de partager rapidement sa réaction à une publication ». « Merci » apparaît à partir du 29 mai 2016 et « Solidaire » à partir du 17 avril 2020, dans le cadre de la pandémie de Covid-19.

### Cryptomonnaie
En mars 2019, de nombreux titres de presse annoncent que Facebook serait sur le point de créer sa propre cryptomonnaie, le Facebook Coin (FBCoin). Cette division est dirigée par David Marcus, ex président de Paypal et de Facebook Messenger. En juin 2019, le nom de cette crypto-monnaie, Libra, est officialisé.

### Plateforme pour étudiants
En 2020, Facebook annonce vouloir revenir à ses débuts et lance une plateforme destinée aux étudiants au sein des universités. Le but étant de pouvoir se faire des amis, partager des intérêts communs avec des personnes sur un même campus, etc..

### Actualités
En février 2022, Facebook met à disposition le service Facebook News, déjà disponible en Allemagne, au Royaume-Uni et aux États-Unis. Ce nouvel onglet existe grâce à une collaboration avec l'APIG (Alliance de la Presse d'Information Générale) et regroupe les informations essentielles de l'actualité via des centaines de médias nationaux et régionaux mais également celles liées au centres d'intérêts des utilisateurs.

## Modération des contenus

### Lutte contre la propagande terroriste

#### Engagement contre la propagande terroriste
Le 15 juin 2017, À la suite des attaques terroristes récentes, Monika Bickert, directrice de la gestion de la politique mondiale de Facebook et Brian Fishman ancien directeur de recherche au Combating Terrorism Center (en) de West Point ont lancé un nouveau blog du réseau social appelé Questions difficiles. Dans leur premier article, ils annoncent que Facebook Inc. a embauché plus de 150 experts du Contre-terrorisme et élargi l'utilisation d'intelligence artificielle capable de comprendre diverses langues et analyser les images afin d'empêcher les terroristes d'utiliser le réseau social pour le recrutement et la propagande. Ce développement est la conséquence de l'initiative de la Première ministre britannique Theresa May après les attentats de Londres et Manchester, pour amener les autres dirigeants des pays du G7 à implémenter une nouvelle réglementation des entreprises actrices dans les médias sociaux afin de les obliger à prendre des mesures supplémentaires contre les contenus extrémistes.
Faisant suite à la diffusion des images lors de l'attaque des mosquées de Christchurch en avril 2019, le média a mis en œuvre des mesures contre les images terroristes en direct et leur viralité. Les mesures phares prises par le média résultent de l’interdiction du média pour certains utilisateurs, notamment Facebook Live.

### Organisation de la modération
En novembre 2018, le quotidien Le Monde indique que Facebook revendique maintenant 30 000 personnes travaillant sur la modération des contenus dont au moins 800 personnes au Competence Call Center de Barcelone. Ces efforts ont permis de limiter fortement la propagande terroriste sur le réseau social, mais la lutte contre la désinformation reste une préoccupation. Par exemple, en mars 2018, l'ONU avait mis en cause Facebook concernant les violences contre les Rohingya en Birmanie, pour avoir laissé se propager des discours de haine. En mars 2019, afin d'améliorer la modération, Mark Zuckerberg propose aussi de « confier à des organismes tiers le soin de définir des standards sur la diffusion des contenus violents et haineux, et d’évaluer les entreprises sur la base de ces standards », la loi française sur la manipulation de l’information et la loi allemande sur contenus haineux sur internet vont dans ce sens, mais le travail de régulation reste à effectuer, comme le formule notamment le Rapport rendu au gouvernement français en mai 2019 Créer un cadre français de responsabilisation des réseaux sociaux : agir en France avec une ambition européenne.
En mai 2019, Facebook annonce une amélioration de la rémunération et des conditions de travail des modérateurs qui travaillent aux États-Unis. Cette annonce répond aux critiques récurrentes faites à la plateforme de négliger les collaborateurs qui lisent ou visionnent les contenus indésirables.
Mark Zuckerberg rencontre le président français Macron en mai 2019, pour discuter de la modération des contenus sur les réseaux sociaux. Facebook soutient la volonté de régulation, mais critique le montant des sanctions possible et souhaite une harmonisation des régulations nationales.
Le troisième rapport de Facebook sur l’état de la modération sur son réseau couvre la période allant d'octobre 2018 à mars 2019. Les indicateurs publiés mesurent la façon dont Facebook agit sur les contenus interdits par les « Standards de la communauté » : nudité et activité sexuelles, harcèlement, faux comptes, discours de haine, biens réglementés, spam, propagande terroriste et violence. Facebook estime que 5 % des comptes actifs mensuels sont des faux. Au premier trimestre de 2019, plus de 4 millions de messages exprimant des discours de haine ont été supprimés dont 65,4 % de façon proactive avant qu'un utilisateur ne signale le contenu. Facebook reconnait devoir encore améliorer la modération en particulier concernant la détection automatique de contenus.
En octobre 2021, une ancienne employée, Frances Haugen divulgue des dizaines de milliers de documents à la Securities and Exchange Commission (SEC) et au Wall Street Journal. Plusieurs médias, dont Le Monde en France, reprennent ces documents, qui pointent du doigt certaines failles dans la modération de contenu de Facebook.
La lanceuse d’alerte reproche notamment à la plateforme de favoriser les contenus « polarisants » et « haineux » car ils susciteraient davantage de réactions et d’engagement, ce qui profite économiquement à Facebook.
Les documents fuités ont également révélé les failles de la modération de contenu à l’étranger, c’est-à-dire en dehors des États-Unis. Elles sont en grande partie causées par l’absence de modérateurs de contenus capables d’identifier certains discours haineux, particulièrement en langue arabe et en hindi.
En règle générale, les contenus enfreignant les « standards de communauté » de Facebook sont moins bien modérés lorsqu'ils ne sont pas formulés en anglais. Certaines langues et certains dialectes de pays tels que l’Afghanistan ou le Myanmar, pourtant considérés comme « à haut risque », sont mal connus de Facebook, et par conséquent la plateforme peut avoir des effets imprévisibles dans les vies politiques de ces pays.

#### La modération de contenu pendant le Covid-19
La pandémie de Covid-19 a obligé la plateforme à repenser la façon dont s’exerce la modération de contenu, en raison des confinements instaurés dans de nombreux pays dans lesquels sont employés des modérateurs de Facebook.
Le 16 mars 2020, le patron de Facebook a annoncé d’une part, la mise en place en interne d’une nouvelle cellule de modération directement employée par Facebook, qui avait vocation à s’occuper des contenus « les plus urgents ». De l’autre, un recours accru aux technologies d’intelligence artificielle pour exercer la tâche indispensable de modération de contenu. Sarah Roberts s’est penchée sur les conséquences d’une plus grande dépendance aux intelligences artificielles pour le travail de « tri et d’arbitrage ». Elle avance que le recours à l’IA devrait « tous nous inquiéter », dans la mesure où les technologies sont loin d’avoir le « discernement humain » nécessaire pour exercer une modération adéquate.
Cité par un rapport de la NYU Stern, Mark Zuckerberg a admis que les technologies de Facebook « feront disparaître certains contenus qui ne devraient pas être retirés ». Ces prédictions se sont rapidement avérées êtres vraies, et dans le cadre de la crise sanitaire, des informations légitimes sur le Covid-19 ont été supprimées par les algorithmes de Facebook, qui y voyaient tantôt du spam, tantôt du recel de fausses informations.
Enfin, la plateforme s’est également mise à censurer dans un premier temps, tous les contenus qui ont théorisé l’origine humaine du Covid-19. Ils se sont toutefois rétractés en mai 2021.

## Influence

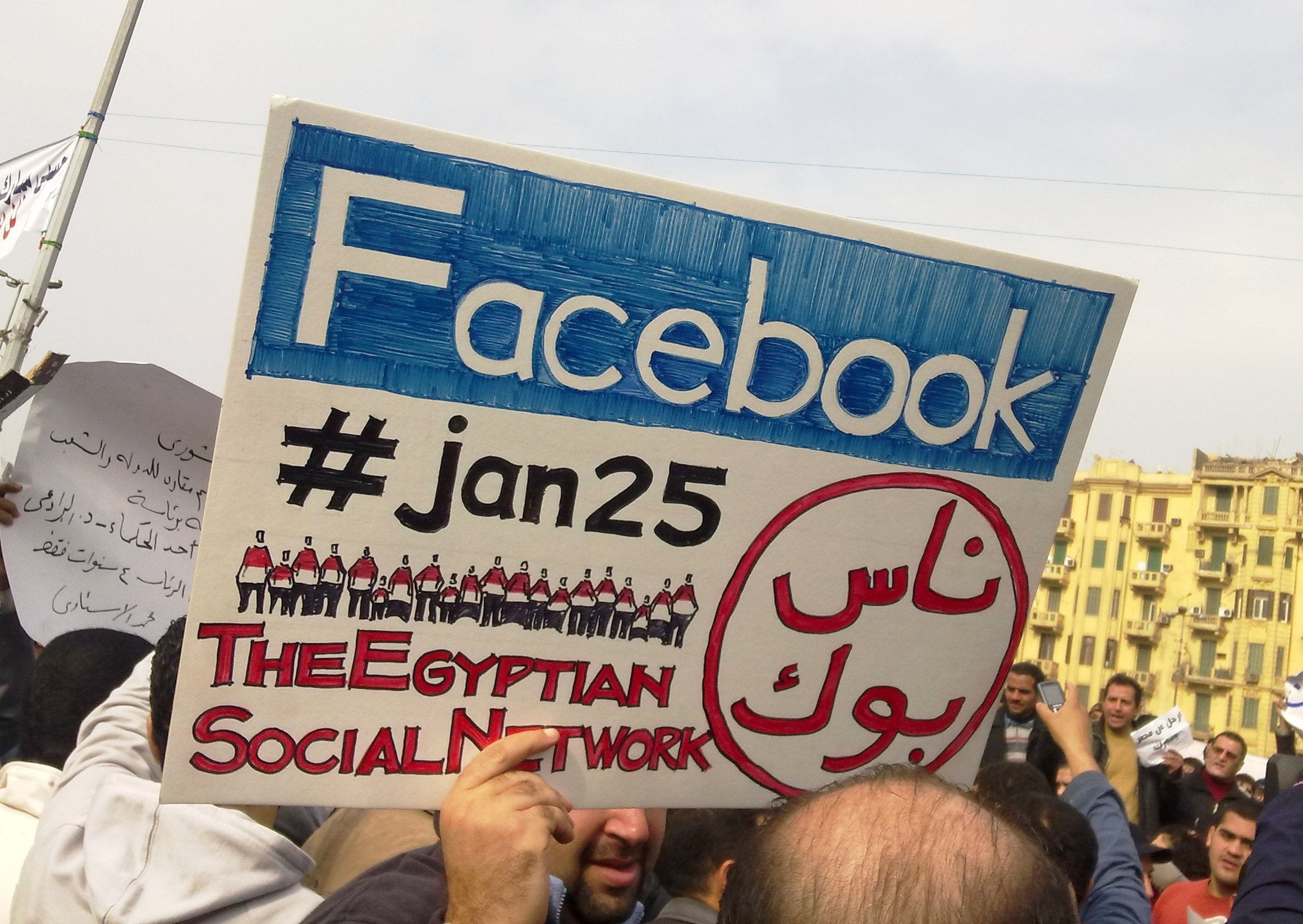
Un homme lors des manifestations égyptiennes de 2011 portant une pancarte indiquant "Facebook, #jan25, The Egyptian Social Network"

Larry Rosen, un spécialiste de la psychologie des nouvelles technologies, et Dominguez Hills, du California State University, ont mis en évidence la possibilité d'une corrélation entre l'utilisation de Facebook et des tendances narcissiques, la dépendance à l'alcool et d'autres troubles mentaux. En revanche, Facebook peut aussi susciter l'empathie virtuelle — la capacité de ressentir les émotions d'autrui à distance. En ce qui concerne le capital social et les phénomènes de socialisation, l'émergence de Facebook et des réseaux sociaux en général ont constitué des éléments d'évolution importante. Dans son ouvrage intitulé Strength of weak ties (1973) le sociologue américain Mark Granovetter a théorisé la séparation entre les « liens forts », ceux tissés avec ses proches fondés sur une confiance réciproque, et les « liens faibles » qui s'établissent entre de simples « connaissances » et n'exigent pas dès lors le même engagement mutuel. Dans cette perspective, le sociologue français Dominique Cardon voit en Facebook une plateforme sociale qui promeut les interactions « entre individus qui se connaissent ou appartiennent à des cercles sociaux de proximité ». Il indique cependant que ce ne sont ni « les contacts aventureux avec les inconnus, ni l’échange intime avec les proches » qui sont privilégiés mais plutôt « des liens faibles… intermédiaires de la vie sociale : copains de toujours ou d'occasion, collègues, partenaires d'activité, amis d'amis, connaissances lointaines ». Autrement dit, si Facebook rend possible un épanouissement des liens forts en facilitant notamment la communication entre les amis proches, il permet aussi un important développement relationnel au-delà des cercles intimes. Dans cette lignée d'idée, une enquête du think tank américain Pew Internet Project effectuée en novembre 2010 auprès de 2 255 Américains sur les sites de réseaux sociaux a permis de mettre en évidence le fait que les « amis » sur Facebook sont majoritairement des amis d’amis et des connaissances avec lesquelles on n'a pas de lien social actif. Mais, dans le même temps, l'intérêt des réseaux sociaux tels que Facebook est, selon cette étude, que ces amis entretiennent aussi les liens forts : les utilisateurs de Facebook ont plus confiance dans les autres (leurs amis notamment) que les non utilisateurs, ils ont plus d'interactions sociales et obtiennent plus de soutien moral de la part de leurs amis.

## Estime de soi

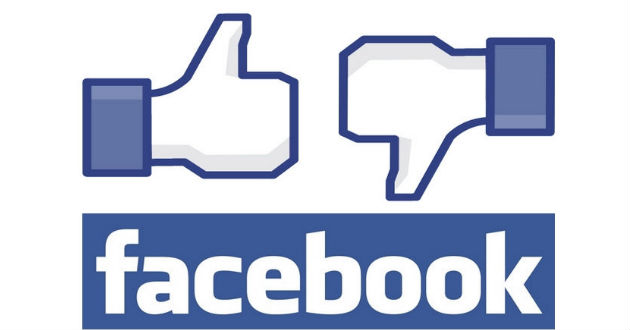
Les boutons J'aime et Je n'aime pas de Facebook.

Les usagers de Facebook gèrent leur propre image sur cette plateforme, et donc créent leur propre « agence de communication ». Leur but est de mettre de l'avant leur singularité et leur identité numérique afin d'avoir le plus de « j'aime » possible de la part de leurs amis virtuels lorsqu'ils publient des photos. Ils souhaitent avoir le plus d'amis Facebook possible. De ce fait, une certaine compétition implicite émane de cette plateforme. Avoir le plus de « j'aime » ainsi que d'amis Facebook serait alors un gage de popularité et d'approbation auprès de la communauté alors que de ne pas en avoir suffisamment peut aller jusqu'à anéantir un utilisateur. Cela s’explique par le fait que les utilisateurs sont en pleine quête de visibilité et recherchent par le fait même à faire valoir leur propre idéal virtuel. Par conséquent, l’estime de soi des utilisateurs de Facebook est donc renforcée ou bien affaiblie tout dépendamment des réactions obtenues quant à leurs photos, qu’elles soient positives ou bien négatives et finalement du nombre de « j'aime ». Les usagers ont donc de la pression quant à l’image qu’ils projettent sur ce réseau social numérique. Cela va même jusqu’à affecter les relations sociales des usagers. Effectivement, certains d’entre eux ne parviennent pas à établir des relations en face-à-face dans la vraie vie et ainsi développer un attachement émotionnel et social en dehors de la plateforme. Leurs seuls amis seraient donc des amis virtuels, ce qui crée un sentiment de solitude et de dépression chez les utilisateurs.

## Affaires judiciaires
En France, les conditions d'utilisation de Facebook ont été jugées abusives par la Direction générale de la Concurrence, de la Consommation et de la Répression des fraudes, puis condamnées par la Cour d'appel de Paris le 12 février 2016 pour cette clause absusive, tandis que le Tribunal de grande instance de Paris condamnait Facebook le 9 avril 2019 pour plus de 430 clauses abusives dans ses conditions d'utilisation entre 2013 et 2016.
Le 28 novembre 2022, la Data Protection Commission, régulatrice irlandaise de la vie privée, condamne Facebook à une amende de 265 millions d’euros pour ne pas avoir correctement protégé les données de sa clientèle. Cela fait suite à l'ouverture d'une procédure par la régulatrice irlandaise après la révélation du vol de données de 530 millions d’utilisateurs.
Le 2 juillet 2023, Facebook est condamné en Allemagne à 2 millions d'euros pour manquement à la transparence imposée par la loi allemande sur l’amélioration de l’application du droit dans les réseaux sociaux, dite NetzDG. L'entreprise a en effet « caché » le formulaire de déclaration imposé par la loi, encourageant ainsi sa clientèle à se limiter à déclarer les commentaires haineux à l'entreprise. Meta conteste la légitimité de l'autorité allemande de régulation auprès de la justice allemande, qui transfère l'affaire à la Cour de justice de l'Union européenne (CJUE), qui confirme en juillet 2023 la condamnation de Meta, et lui rappelle que celle-ci doit obtenir le consentement de sa clientèle pour collecter leurs données.
En janvier 2023, la Data Protection Commission inflige à Meta une amende de 390 millions d'euros (210 millions pour Facebook et 180 millions pour Instagram).
Le 22 mai 2023, Facebook est condamnée par la Data Protection Commission à une amende de 1,2 milliard d'euros pour avoir continué en 2020 de transférer les données personnelles collectées en Union européenne vers les États-Unis sous couvert de « clauses contractuelles types » insuffisamment protectrice au regard du Règlement général sur la protection des données. Cette amende fait suite à une plainte déposée par Max Schrems et donne à l'entreprise jusqu'au 12 octobre 2023 pour cesser tout transfert vers les États-Unis, et jusqu'au 12 novembre 2023 pour rapatrier les données qui y sont entreposées.
À la suite de la commercialisation par Facebook et Instagram d'une offre payante vendue comme permettant d'éviter la publicité et la collecte de données personnelles, une plainte est déposée en Autriche contre Meta par l'association NOYB pour ne pas laisser un choix libre et éclairé à sa clientèle lorsqu'elle propose de choisir entre payer et ne pas avoir de publicité ou subir la publicité.

## Critiques et controverses
Facebook connaît un bon nombre de controverses. Le site a été bloqué par intermittence dans plusieurs pays dont la république populaire de Chine, le Viet Nam, l'Iran, l'Ouzbékistan, le Pakistan, la Syrie et le Bangladesh sur différentes bases. Par exemple, le site a été banni de certains pays pour son contenu jugé antisémite et religieusement discriminatoire. Le site a également été bloqué par un bon nombre d'entreprises pour empêcher les employés d'y accéder durant leurs heures de travail. Les données personnelles des utilisateurs de Facebook ont également été menacées et la sécurité des comptes a été compromise à plusieurs reprises.
En juillet 2011, les autorités allemandes discutent de la prohibition des événements organisés sur Facebook. La décision est basée sur le squattage d'individus à des événements alors qu'ils n'étaient, à l'origine, pas invités,. Comme à Hambourg où 1 600 « invités » se sont présentés au 16e anniversaire d'une adolescente alors que l'invitation avait été incorrectement marquée pour le public. Une centaine de policiers ont été déployés. Un policier a été agressé et onze participants ont été arrêtés pour agression, dégradations et résistance aux autorités.
En juin 2013, à la suite des révélations de l'affaire PRISM par Edward Snowden, il apparaît que Facebook a collaboré avec la NSA, lui permettant l'accès libre à toutes les données de l'ensemble des utilisateurs. Quelques jours après ces révélations, l'ancien garant de la protection des données de Facebook est embauché par la NSA, comme l'annonce le New York Times.
En mai 2017, le Guardian publie une enquête indiquant que les modérateurs de Facebook ont reçu pour instruction de tolérer les posts négationnistes et contestant la véracité de la Shoah sauf si ceux-ci sont signalés et publiés à partir de pays (France, Allemagne, Autriche, Israël) où de tels propos sont illégaux et punissables de peines d’emprisonnement, et ce, seulement afin d’éviter le risque de procès et d’amendes contre Facebook qui engage sa responsabilité en tant que plateforme médiatique.
En mai 2019, Chris Hughes dénonce le pouvoir incontrôlable du réseau social qu'il a contribué à créer avec Mark Zuckerberg. Il demande au gouvernement américain de démanteler le monopole et de séparer Facebook, Instagram et WhatsApp. En octobre de la même année, l’ICO (autorité de contrôle des données personnelles britannique) attaque Facebook qui n'a pas protégé les données personnelles de millions d'utilisateurs, et doit donc payer 500 000 livres d'amende (Facebook est aussi condamné au Brésil pour la même raison).
En 2020, Facebook a contribué à la création d'American Edge Project, une société de lobbying anti-réglementation pour lutter contre les enquêtes antitrust,. Le groupe diffuse des publicités qui « ne mentionnent pas quelle législation les concerne, comment ces problèmes pourraient être résolus ou comment les horreurs dont ils mettent en garde pourraient réellement se produire », et ne révèlent pas clairement qu'elles sont financées par Facebook.
En 2020, le gouvernement thaïlandais force Facebook à supprimer un groupe Facebook appelé Royalist Marketplace (comptant environ un million de membres) à la suite de publications potentiellement illégales partagées ; il a menacé Facebook de poursuites judiciaires. Facebook en retour dit envisager d'attaquer le gouvernement thaïlandais pour suppression de la liberté d'expression et violation des droits de l'homme.
En février 2021, Facebook a supprimé la page principale de l'armée du Myanmar, après que deux manifestants aient été tués par balle lors des manifestations anti-coup d'État, au motif que cette page avait enfreint ses directives contre l'incitation à la violence. Le 25 février, Facebook a annoncé interdire (y compris sur Instagram) tous les comptes de l'armée birmane et des « entités commerciales liées à la Tatmadaw (Forces armées birmanes)». Citant des « violations des droits de l'homme exceptionnellement graves et le risque évident de futures violences d'origine militaire au Myanmar ».
En mars 2021, le comité de rédaction ' Wall Street Journal critique la décision de Facebook de vérifier les faits dans son article intitulé « Nous aurons l'immunité collective d'ici avril » rédigé par le chirurgien Marty Makary, le qualifiant de « contre-opinion déguisée en vérification des faits ».
En 2021, le Guardian reproche aux directives de Facebook d'autoriser des utilisateurs à appeler à la mort de personnalités publiques, et de faire l'éloge de tueurs de masse et d'« acteurs non étatiques violents » dans certaines situations,. Cette même année 2021, Sophie Zhang, ancienne analyste de Facebook au sein des équipes Spam et Fake Engagement, rend compte de plus de 25 opérations de subversion politique qu'elle a découvertes quand elle travaillait sur Facebook, ainsi que du laissez-faire général de l'entreprise privée,,. Facebook a par exemple joué un rôle dans la fomentation de l' attaque du Capitole des États-Unis en 2021,.
En janvier 2025, après que Mark Zuckerberg ait donné 1 million de dollar pour la fête d'inauguration de Donald Trump à la présidence des États-Unis, les comptes Facebook ne peuvent plus se désabonner du compte du président des États-Unis.
Le même mois, Facebook interdit les comptes de partager des liens vers le site de comparaison de distributions GNU/Linux distrowatch et bannit temporairement le compte de ce site.

### Manipulation des sujets d'actualité
En mai 2016, d'anciens employés de Facebook révèlent qu'à l'époque où ils travaillaient pour l'entreprise, les sujets remontés parmi les « contenus populaires » étaient sélectionnés par une équipe de curateurs qui écartaient délibérément les sujets politiques à tendance conservatrice. À l'inverse, certains sujets peu populaires, comme le mouvement Black Lives Matter, étaient remontés manuellement par l'équipe,,. Selon l'AFP, ce traitement éditorialisé n'aurait pas été le résultat d'instructions données par la direction, mais serait venu de l'initiative de « jeunes journalistes orientés par leurs opinions politiques marquées à gauche ». En revanche, des consignes ont été données pour que des sujets, tels le mouvement militant Black Lives Matter, ne suscitant pas d'intérêt suffisant, soient pourtant intégrés aux tendances.

### Contrôle de l'information
Les géants du web détiennent un quasi-monopole sur le flux d'informations et, en tant que tel, sont en mesure de manipuler le discours public. Internet est un ensemble de services de base. La plupart de ces services sont détenus et gérés par des sociétés privées qui hébergent les contenus et donnent aux utilisateurs la possibilité de le consulter ou d’en créer de nouveaux. Si ces fournisseurs de services de base ne veulent pas de quelque chose sur Internet, ils peuvent le censurer et le faire disparaître d'internet dans le monde entier. Ce contrôle d'Internet est, dans les faits, concentré dans les mains de quelques très grandes entreprises qui font tout pour que le public n'en soit pas conscient.
En avril 2017, l'auteur et chercheur Jonathan Taplin s’inquiète dans le New York Times du danger que représentent les cinq plus grands groupes internet américain. Il cite alors Louis Brandeis pour qui « dans une société démocratique, l'existence de grands centres de pouvoir privé est dangereuse pour la liberté du peuple ». Selon Taplin, les autorités américaines « devraient décider assez rapidement si Google, Facebook et Amazon sont des monopoles naturels qui doivent être réglementés, ou si nous autorisons le statu quo à continuer en prétendant que ces monolithes ne causent pas de dégâts à notre vie privée et à la démocratie ». En 2017, certaines rumeurs laissaient penser que Mark Zuckerberg pourrait pousser le mélange des genres jusqu'à être candidat en 2020 pour les élections présidentielles américaines pour le parti démocrate.
Lors de l'élection présidentielle française de 2017, Facebook a annoncé avoir supprimé plus de 30 000 comptes. En décembre 2017, le réseau social supprime les pages de l'essayiste Alain Soral et du site internet Égalité et Réconciliation.
Le 11 octobre 2018, le réseau social annonce avoir supprimé 559 pages et 251 comptes qui avaient enfreints ses règles contre le spam et les « comportements inauthentiques coordonnés ».
En août 2019, Mediapart souligne que Facebook a « anéanti l’audience d’une partie de la gauche radicale ».
En 2021, le magazine d’enquête ProPublica dévoile que la direction de Facebook a cédé aux pressions de la Turquie lors de la campagne turque contre les forces kurdes syriennes en 2018. Alors que le gouvernement de Recep Tayyip Erdoğan menaçait l’entreprise de représailles, Sheryl Sandberg, la directrice des opérations de Facebook, aurait décidé de bloquer la page officielle des forces kurdes syriennes (YPG) en Turquie pour ne pas perdre ce marché important.

### Fermes à trolls
En octobre 2021, le journal français Le Monde publie les résultats d'une étude menée par un expert en analyses de données chez Facebook. Celui-ci, dans une note de service, s'inquiète du public énorme touché par les contenus postés par des fermes à trolls basées dans les Balkans, depuis des pays comme l'Albanie ou le Kosovo. Les pages concernées dissimulent le fait qu'elles sont pilotées de loin et qu'elles publient du contenu publié ailleurs. Elles publient massivement des propos discriminatoires envers les Noirs Américains et les groupes religieux. Fin 2019, ces fermes à trolls touchaient plus de 360 millions d'utilisateurs.

### Évasion fiscale
Facebook a également été poursuivi en justice, et pratique l'évasion fiscale. En France, Facebook parvient à réduire de 99 % ses impôts en envoyant ses profits aux îles Caïmans en ne déclarant un chiffre d'affaires que de 12,9 millions d'euros alors qu'il peut être estimé à 266 millions d'euros.
Selon Paul Tang, économiste et membre de la délégation du Parti Travailliste hollandais (PvdA) au sein du groupe de l’alliance des socialistes et des démocrates au parlement européen (Progressive Alliance of Socialists & Democrats in the European Parliament (S&D)), l'UE subit, entre 2013 et 2015, une perte estimée entre 1 453 et 2 415 millions d'euros de Facebook — en posant que le taux de taxation sur le sol de l'Union européenne (0,03 % en 2015) doit se revoir en fonction du taux de taxation appliqué en dehors du sol européen (28 % en 2015 hors UE). Même si un taux à hauteur de 2 à 5 % (à un taux jugé correct par le conseil ECOFIN pour compenser des pertes subies — bien qu’il n’atteigne pas les 28 % constaté hors UE) du chiffre d'affaires avait été appliqué dès le départ tel que la proposition avait été suggérée par le conseil, les pertes dues à l'évasion fiscale en cas de fraude vis-à-vis de ce taux (virtuel), auraient été comprises entre 327 et 817 millions d'euros entre 2013 et 2015.
|               |      | Chiffre d'affaires (m EUR) | Chiffre d'affaires (m EUR) | Chiffre d'affaires (m EUR) | Bénéfices avant imposition (m EUR) | Bénéfices avant imposition (m EUR) | Bénéfices avant imposition (m EUR) | Taxe (m EUR)   | Taxe (m EUR) | Taxe (m EUR) | Taxe / Bénéfices | Taxe / Bénéfices | Taxe / Bénéfices | Taxe / Chiffre d'affaires | Taxe / Chiffre d'affaires | Taxe / Chiffre d'affaires |
| Total         | UE   | Reste du monde             | Total                      | UE                         | Reste du monde                     | Total                              | UE                                 | Reste du monde | Total        | UE           | Reste du monde   | Total            | UE               | Reste du monde            |                           |                           |
| ------------- | ---- | -------------------------- | -------------------------- | -------------------------- | ---------------------------------- | ---------------------------------- | ---------------------------------- | -------------- | ------------ | ------------ | ---------------- | ---------------- | ---------------- | ------------------------- | ------------------------- | ------------------------- |
| Facebook Inc. | 2013 | 5 720                      | 3 069                      | 2 651                      | 2 001                              | (4)                                | 2 005                              | 911            | 3            | 908          | 46 %             | n.a              | 45 %             | 15,93 %                   | 0,10 %                    | 34,25 %                   |
|               | 2014 | 10 299                     | 5 017                      | 5 282                      | 4 057                              | (20)                               | 4 077                              | 1 628          | 5            | 1 623        | 40 %             | n.a              | 40 %             | 15,81 %                   | 0,09 %                    | 30,73 %                   |
|               | 2015 | 16 410                     | 8 253                      | 8 157                      | 5 670                              | (43)                               | 5 627                              | 2 294          | 3            | 2 291        | 40 %             | 6 %              | 41 %             | 13,98 %                   | 0,03 %                    | 28,09 %                   |

### Respect de la vie privée
Le réseau social constitue des « dossiers fantômes » sur les internautes, y compris ceux qui n'ont pas de compte. Si la réglementation française en matière de protection de la vie privée est plus stricte qu'aux États-Unis, les données personnelles n'en sont pas moins stockées par l'entreprise.
En effet, le réseau social se nourrit d'un grand nombre de données personnelles. Selon les données fournies par Facebook, 350 millions de photos sont postées sur les sites des réseaux sociaux chaque jour. Comme d'autres groupes du secteur, Facebook a été critiqué à cause des problématiques touchant au respect de la vie privée des utilisateurs tout au long de ces dizaines d'années d'existence.
En 2015 en Belgique, une étude de l'université catholique de Louvain accuse Facebook de violer la législation européenne en matière de vie privée et de défense des consommateurs, notamment du fait des nouvelles règles de confidentialités adoptées en janvier 2015 ,. En 2016, la cour d’appel de Bruxelles a donné raison au réseau social concernant l'utilisation d'un cookie « datr » qui permet notamment de suivre les internautes non membres.
Le 17 octobre 2015, Alex Stamos, responsable de la sécurité, annonce que les utilisateurs surveillés ou piratés par ou pour des États seraient prévenus via un message.
L'association europe-v-facebook, créée par Max Schrems, accuse Facebook Ireland Ltd., la base européenne de l'entreprise, d'opacité et d'enfreindre le droit européen sur l'utilisation et la protection des données personnelles, et de participer au programme de surveillance Prism de la NSA. Ainsi, un contenu effacé par l'utilisateur n'est en fait pas réellement supprimé, et l'utilisation que fait Facebook de ces données est souvent peu claire. De plus, Facebook utilise le principe de l'opt-out à son avantage : les paramètres par défaut laissent la plupart de vos données personnelles visibles sans restriction. En outre, Facebook encourage aussi d'autres utilisateurs à lui donner ces informations. Par exemple, taguer les gens sur des photos et synchroniser des numéros de téléphones mobiles.
Selon le sociologue Antonio Casilli, la vie privée est devenue un enjeu collectif et il réfute l'idée d'une fin de la vie privée qui serait due aux réseaux sociaux. Pour lui, il s'agit d'une négociation permanente entre les géants des réseaux sociaux, les utilisateurs et les pouvoirs publics. L'histoire de Facebook est un représentant sur ce thème et il y a des conflits, soit contre des associations ou des institutions étatiques.
De façon à proposer de « nouveaux amis » à ses utilisateurs, Facebook peut utiliser la localisation de leurs téléphones portables pour connaître les personnes qu'elles ont pu rencontrer dans la vie réelle. Le réseau social est également capable de déterminer si les personnes se font face ou marchent ensemble en comparant les données de leurs téléphones portables.
Grâce à ses collectes massives d'informations personnelles, Facebook peut connaître l'état du moral de ses utilisateurs. En mai 2017, un rapport interne de l'entreprise démontre que ses algorithmes sont capables de déterminer comment les adolescents pouvaient se sentir « stressés », « surchargés », « anxieux » ou avoir l'impression « d'être un échec ».
Facebook fait la promotion d'un service VPN gratuit via son application mobile, qui agit en fait comme un spyware collectant et analysant les données utilisateur, selon le groupe pour « améliorer les produits de Facebook et ses services ». Comme l'expose elle-même l'application VPN dans sa politique de confidentialité, elle traque les données utilisateur relatives « aux applications installées sur votre appareil, votre usage de ces applications, les sites web que vous avez visités et le volume de données utilisé ».
Facebook partage les données de ses utilisateurs avec 60 fabricants de smartphones ; il s'agit notamment de récupérer des informations personnelles sur des utilisateurs de Facebook, ainsi que leurs amis, et leurs statuts marital, leurs opinions politiques, ou leur participation à un « événement » sans le savoir.
Une fuite de données personnelles concernant 540 millions d'utilisateurs de Facebook est établie le 4 avril 2019. En décembre de la même année, une autre fuite concerne 267 millions de ses utilisateurs.
En juillet, août puis septembre 2020, des utilisateurs de smartphones accusent l'entreprise américaine d'utiliser une technologie de reconnaissance faciale pour collecter illégalement les données biométriques de millions d'usagers de ses services Facebook. La multinationale admet un bug et nie le recours à la reconnaissance faciale via Instagram. Elle offre cependant 550 millions d'euros afin de régler l'un des contentieux,.
En 2021 est publiée la liste des informations collectées à l'occasion de la publication des données personnelles demandées par les applications iOS, elle inclut :
- l'historique d'achat et de paiement ;
- les données de santé et liées à l'activité physique ;
- les informations sensibles telles que les données ethniques ;
  - orientation sexuelle,
  - handicap,
  - croyances religieuses,
  - appartenance à un parti politique,
- les courriels et textos envoyés.

### Élections générales britanniques de 2017
L'implication et l'influence de Facebook durant les élections générales britanniques de 2017 est remise en question, les J'aime et partages se traduisant en « votes pour les partis politiques à un rythme croissant ». Carl Miller, directeur de recherche d'un centre d'analyse des réseaux sociaux estime que « les gouvernements doivent réglementer l'utilisation par les partis politiques de Facebook et rendre transparentes leurs dépenses sur la plateforme ». Elizabeth Denham (en), commissaire à l'information et responsable de l'autorité indépendante de Grande-Bretagne sur l'information publique a déclaré en mai 2017 qu'une enquête formelle s'ouvrait concernant « l'utilisation de l'analyse de données à des fins politiques ». L'enquête concerne principalement la campagne avant le référendum de Brexit en juin 2016, mais potentiellement aussi dans d'autres campagnes.

### Campagne anti-palestinienne
Facebook mènerait une campagne active de censure et de répression de ses membres palestiniens à la suite d'un accord avec le gouvernement israélien. Selon le Centre arabe pour le développement des médias sociaux, un message sur 9 contiendrait un appel à la violence ou une insulte à caractère raciste contre les Palestiniens et la Palestine. Sur le Facebook israélien, un post haineux anti-palestinien serait même publié toutes les 71 secondes. En parallèle, chaque année, 10 000 posts publiés par des Palestiniens sont effacés et des centaines de comptes d’activistes et de journalistes palestiniens ont été supprimés en 2018, y compris celui l’agence de presse palestinienne Safa. L’organisation américaine Jewish Voice for Peace a lancé un appel mondial afin d'interpeller Facebook sur ce traitement infligé aux internautes palestiniens.

### Messenger kids
Fin 2017, Facebook annonce la mise en ligne d'une version pour enfants de Messenger. L'entreprise se défend de toute dérive, expliquant que cette version n'aura pas d'objectif commercial et restera sous le contrôle des parents.

### Politique de suppression de contenu
En janvier 2018, la comédienne et réalisatrice Alexandra Naoum s'est vue retirer son sponsoring ainsi que plusieurs articles à cause de la présence d'images de poitrines féminines destinée à illustrer son projet de film L'amazone traitant du cancer du sein. Elle dénonce, dans une tribune du Huffington post, « une hypocrisie de la part du réseau social, les publications objectifiantes et violentes envers les femmes proliférant en toute impunité alors que celles qui sont valorisantes pour ces dernières sont systématiquement supprimées ».
En février 2018, Facebook supprime la diffusion d'une photo de la Vénus de Willendorf, statuette paléolithique mondialement connue.
En 2019, Facebook a annoncé que les influenceurs n'étaient plus autorisés à faire la promotion du vapotage, de produits contenant du tabac ou d'armes sur la plateforme.

### Affaire Cambridge Analytica
En mars 2018, Facebook se retrouve au cœur du scandale de l'affaire Cambridge Analytica. Cette société aurait participé en 2016 à la campagne électorale de Donald Trump en collectant et en exploitant à leur insu les données personnelles de cinquante millions d'utilisateurs du réseau social. Les données ont été obtenues en violation des règles d'utilisation des données de Facebook. Les données ont été transmises par un universitaire de l'Université de Cambridge, Aleksandr Kogan, qui avait accès aux données de Facebook uniquement à des fins de recherche. Le chercheur a ensuite remis les données à une entreprise tierce, qui n'avait pas été autorisée à les utiliser, qui les a employées pour faire du ciblage politique.
La révélation de l'affaire a fait chuter de 7 % l'action Facebook à la Bourse de New York le 19 mars 2018,,. Christopher Wylie, l'ancien employé de Cambridge Analytica ayant révélé l'affaire, voit son compte Facebook suspendu par l'entreprise peu de jours après. À la suite de cette affaire, Facebook est de nouveau mis en cause pour un bug informatique. En effet, par défaut certains messages auraient été rendus « publics » et non plus accessibles qu'aux amis sans que les utilisateurs le souhaitent. Ce bug aurait affecté 14 millions de personnes entre le 18 et le 27 mai 2018.
Par la suite, une grande commission internationale de parlementaires provenant de huit pays[précision nécessaire] est formée afin d'interroger la société Facebook sur la série de scandales. Le 27 novembre 2018, des documents attestent qu'un ingénieur de la société avait informé l'entreprise dès octobre 2014 d'une fuite de données potentielle. En effet, des requêtes faites à partir d'adresses IP d'origine russe, à l'aide d'une clé de l'API du site photographique Pinterest, ont pu extraire des milliards de points de données par jour. Richard Allan, vice-président des affaires publiques de Facebook présent à la place de Mark Zuckerberg, indique que les documents présentés sont « au mieux partiels, au pire trompeurs ».

### Piratage
Le 28 septembre 2018, une faille a exposé les données personnelles de cinquante millions de comptes.
Réévalué à trente millions de comptes, la faille présente depuis juillet 2017 a permis aux pirates de dérober :
- pour la moitié des comptes, la géolocalisation et les orientations personnelles, le fil d'actualité, le nom des amis, les groupes et le nom des conversations messenger récentes ;
- pour l'autre moitié « le nom d'utilisateur, le genre, la langue, le statut amoureux, la religion, la ville de naissance et l'actuelle, la date de naissance, les types de terminaux utilisés, le cursus scolaire, l'emploi, les derniers dix endroits visités ou marqués par des tiers, le site web, les Pages ou personnes suivies et les 15 dernières recherches » ;
- un million de personnes n'ont pas eu de données dérobées selon Facebook.

Les auteurs du piratage ou leurs intentions ne sont pas encore dévoilés, une enquête du FBI étant toujours en cours. On sait cependant que les pirates étaient bien organisés et avaient de bonnes infrastructures.
En décembre 2018, une publication piégée a été partagée par de nombreux utilisateurs. Il s’agissait d’une image qui se dupliquait automatiquement sur le profil de l’utilisateur. Le 21 décembre 2018, le porte parole de Facebook indique que l’ensemble de ces publications ont été supprimées et que le problème est résolu.
En avril 2021, un piratage de données datant de 2019 est révélé. Il concernerait les données personnelles de 533 millions de comptes dont 19 millions de Français[pertinence contestée], disponibles sur un forum de hackers,.

### Impunité
Facebook dit modérer les messages qui sont publiés par les utilisateurs en fonction de ses propres règles intitulées « Standards de la communauté ». Le réseau social a choisi de rendre public ces directives internes d'application de ces standards en avril 2018 afin de faciliter pour les utilisateurs la compréhension du travail de modération effectué par ses équipes. C'est un sujet sensible pour Facebook, qui est régulièrement mis en cause pour n'avoir pas assez rapidement supprimé — voire laissé en ligne — des contenus violents comme lors des attentats de Christchurch, supprimé à tort des œuvres d'art représentant des nus, ce qui a pour conséquence un fort sentiment d'impunité dans les cas de cyberharcèlement, d'incitation à la haine et de contenus violents.
En 2016, le journal L'Express a rapporté le cas d'une vidéo montrant un viol, pour lesquels de nombreux signalements se sont soldés par des fins de non-recevoir affirmant erronément qu'elle « n'enfreint pas les règlements de la communauté ». Interrogée à ce sujet, la société Facebook a répondu que ce n'était « effectivement pas normal et que cette vidéo enfreignait bel et bien le règlement de la communauté ». Finalement, la vidéo a été supprimée. Toujours selon la société, il s'agirait « probablement d'un bug », ce qu'a démenti la branche française de Facebook, qui n'a toutefois donné aucune information quant à la raison possible du caractère tardif de cette suppression ainsi que des fins de non-recevoir erronées qui avaient précédé.
En mai 2017, le quotidien The Guardian indiquait que Facebook employait 4 500 modérateurs, dont la plupart d'entre eux travaillait pour des sous-traitants, et avait prévu d'en embaucher 3 000 autres. Même si un soutien psychologique leur est proposé, les mauvaises conditions de travail de ces employés, sous-payés et surchargés, témoigne du manque de considération du réseau social à cette période pour cette activité. En juillet 2017, une loi votée en Allemagne contraint les réseaux sociaux à supprimer les contenus haineux en moins de 24 h sous peine d'être condamnés à de lourdes amendes.
Lors d'un test effectué en vue d'un rapport sur le cybersexisme, le Haut Conseil à l'égalité entre les femmes et les hommes a effectué un test consistant à signaler un grand nombre de publications problématiques. Seuls 8 % des signalements ont abouti à une suppression effective.
La lenteur de la réaction du réseau social a de nouveau été pointée du doigt quand une publication de vente aux enchères du droit d'épouser une jeune fille mineure est apparue sur le réseau social le 25 octobre 2018 et devenu viral en très peu de temps. La publication ne sera pourtant supprimée que le 9 novembre de la même année, soit après que la jeune fille en question n'ait été mariée.
Le 25 juin 2019, Le secrétaire d'État français au numérique Cédric O annonce que Facebook fournira désormais les adresses IP des publicateurs de contenus haineux, chose qu'ils ne faisaient jusque-là que pour les contenus relevant du terrorisme ou de la pédopornographie. Cette mesure ne concernera toutefois que la France.
En novembre 2020, alors que plusieurs élus français sont victimes de graves menaces, dont le maire socialiste de Ris-Orangis (Essonne), qui a reçu des menaces de mort pour avoir rendu hommage à Samuel Paty, le réseau social interrogé répond que ce contenu ne va pas à l'encontre des « standards de la communauté » et qu'il ne supprimera donc pas ce commentaire.
En décembre 2020, c'est au tour de la mannequin Christelle Yambayisa de dénoncer l'inaction du réseau social face au harcèlement et aux discours de haine consécutifs aux attaques racistes subies à la suite d'une publication. Dans une vidéo sur Instagram, elle interpelle Facebook : « il faut que Facebook nous dise comment leurs technologies sont capables de nous tracker sur tout, sauf sur ce qui relève des propos injurieux et le harcèlement en tout genre »,.
D'après l'association française La Quadrature du Net, « [les réseaux sociaux mainstream] sont aussi [ceux] qui mettent en avant des contenus polémiques, violents, racistes ou discriminatoires en partant de l’idée que ce sont ceux qui nous feront rester sur leur plateforme. Le rapport visant à « renforcer la lutte contre le racisme et l’antisémitisme sur Internet », commandé par le Premier ministre français et publié en septembre 2018, l’explique très bien. Il dénonce « un lien pervers entre propos haineux et impact publicitaire : les personnes tenant des propos choquants ou extrémistes sont celles qui « rapportent » le plus, car l’une d’entre elles peut en provoquer cinquante ou cent autres. Sous cet angle, l’intérêt des réseaux sociaux est d’en héberger le plus possible ». Plus généralement, le rapport regrette la « règle selon laquelle un propos choquant fera davantage de « buzz » qu’un propos consensuel, alimentant de façon plus sûre le modèle économique des plateformes ».
Face à l'inaction du réseau social — voire leur complicité active — par rapport aux contenus violents, une coalition nommée #stophateforprofit s'est créée en juillet 2020, incitant plusieurs marques à retirer leur sponsoring en signe de protestation. La même année, ce même groupe a pointé du doigt la responsabilité des réseaux sociaux dans l'assaut du Capitole des États-Unis par des partisans de Donald Trump, qui aurait notamment été permis par la recommandation de groupes haineux par Facebook à certains utilisateurs. Il a notamment appelé au bannissement de Donald Trump de toutes les plate-formes de réseaux sociaux. Facebook annonce la suspension du compte de Donald Trump au lendemain de l'assaut du Capitole, invoquant le risque de nouvelles violences, puis annonce le retrait de tous les messages comportant le slogan « Stop au vol » répandu par le président américain. Le conseil de surveillance de Facebook doit décider d'ici avril 2021 de la possibilité d'un retour accordé à Donald Trump sur le réseau social.

### Statut du réseau social Facebook
Lors d'une audition en 2018, Mark Zuckerberg fait une déclaration importante concernant le statut de son réseau social : « Je suis d’accord sur le fait que nous sommes responsables du contenu. ». Cette déclaration faite le 11 avril 2018 devant le Congrès américain, change considérablement le statut de ce réseau social, qui était reconnu, avant ce changement de paradigme, comme un hébergeur « ce qui lui permet […] de ne pas être responsable pour les contenus publiés par ses utilisateurs. » En tant qu'hébergeur, Facebook n'était pas responsable des contenus publiés par les utilisateurs, sauf si la nature illicite de ce contenu lui était rapporté. Dans une tribune publiée dans le quotidien français Le Monde, l'avocate en droit des nouvelles technologies Zoé Villain affirme que : « la question de savoir si Facebook est responsable des contenus (photos, vidéos, écrits) est cruciale pour les ayants droit ». De par cette déclaration, Facebook devient un média au même titre que les autres éditeurs et plus précisément un éditeur numérique.

### Écoutes
Le 13 août 2019, Facebook reconnaît avoir écouté et retranscrit des conversations privées tenues via Messenger afin d'améliorer le ciblage publicitaire. Lors d'une audition devant le congrès en avril 2018, Mark Zuckerberg avait affirmé ne pas faire cela.

### Propos négationnistes
En juillet 2018, une interview donnée au média Recode provoque une polémique : Mark Zuckerberg informe qu'il ne compte pas censurer les pages niant l'existence de la Shoah, dans la mesure où ces propos sont certes faux, mais « pas intentionnellement »,.

### Recommandations algorithmes sexistes
En 2020, la fondation AlgorithmWatch a testé l'efficacité de ce dernier pour les offres d'emploi en achetant des espaces publicitaires sur Facebook pour des offres d'emploi, fictives, sans aucun ciblage excepté la zone géographique. Résultat : le ciblage était fortement influencé par les stéréotypes de genre, les métiers traditionnellement masculins étant plus souvent montrés aux hommes, et vice-versa. De plus, seule l'image semble être prise en compte, une annonce de métier traditionnellement masculin étant plus souvent montrée aux femmes si l'image d'illustration contient un élément traditionnellement féminin. AlgorithmWatch note que ce biais n'est pas tant dû à une stratégie commerciale qu'aux propres biais sexistes des personnes ayant codé ledit algorithme, car le ciblage officieux se produisant avant que qui que ce soit n'ait cliqué. AlgorithmWatch pointe l'absence de mixité dans les équipes de développement concernées. Facebook n'a pas souhaité faire de commentaires sur les résultats de l'expérience.
En France, en juin 2023, la Fondation des Femmes, l’association Femmes ingénieures et l’ONG britannique Global Witness annoncent avoir saisi la Défenseure des droits et la CNIL de deux plaintes deux plaintes relatives à la discrimination sexiste opérée par les algorithmes du réseau.

### Accusations d'avoir gonflé ses audiences
Facebook fait face depuis 2018 à une action de groupe en justice. Les plaignants affirment que les dirigeants du réseau social en ligne savaient que sa mesure nommée « Potential Reach » (« portée potentielle ») surestimait l'audience potentielle des campagnes publicitaires et que ceux-ci n'ont pas cherché à rectifier la situation pour ne pas perdre de revenus. Le document juridique publié affirme qu'après la publication d'un rapport en 2017 montrant l'écart entre les chiffres de Facebook et le recensement officiel, des employés du réseau social ont reconnu l'erreur. Néanmoins, selon ce document « des hauts cadres dirigeants savaient depuis des années que la couverture potentielle était gonflée et trompeuse — mais ils n'ont pas réagi et ont même pris des mesures pour cacher le problème ». Parmi les cadres dirigeants cités figure Sheryl Sandberg, DG de Facebook. À partir de mars 2019, Facebook a modifié la mesure de la portée potentielle, qui est depuis basée sur le nombre de personnes ayant vu une publicité sur l'un des produits de l'entreprise lors des trente jours écoulés.

### Panne générale en octobre 2021
Le 4 octobre 2021 vers 11 h 40 (heure de la côte est américaine), 17 h 40 (heure en Europe de l'Ouest), tous les services du groupe Facebook (Facebook, Messenger, WhatsApp, Instagram, ainsi que Facebook Connect qui permet de se connecter à des sites et des applications tiers avec son identité Facebook) deviennent inaccessibles, affectant plus 3 milliards d'utilisateurs de ces différents services dans le monde,. La panne sans précédent, qui dure plus de six heures avec un rétablissement progressif à partir de 0 h 30 CEST, touche jusqu'aux employés de l'entreprise qui ne peuvent gagner leurs bureaux dans la mesure où leurs badges ne fonctionnent pas, ce qui retarde la possibilité de mesurer l'ampleur des dégâts. Cette panne générale serait due à un changement de configuration défectueux de ses serveurs.
La panne intervient au lendemain de l'intervention télévisée de la lanceuse d'alerte Frances Haugen L'action Facebook au Nasdaq dévisse dans la journée de 4,89 %, la perte de capital pour Mark Zuckerberg est estimée à 7 milliards de dollars.

### Censure pendant la guerre entre Israël et le Hamas en 2023
En décembre 2023, alors que la guerre entre Israël et le Hamas entamée en octobre a relancé le conflit israélo-palestinien, un rapport de l'organisation non gouvernementale Human Rights Watch accuse Meta de pratiquer une censure « systématique et globale » des contenus pro-palestiniens sur Instagram et Facebook.

### Exploitation commerciale des vulnérabilités psychologiques des adolescents
En mars 2025, dans l'ouvrage Careless People: A Cautionary Tale of Power, Greed, and Lost Idealism, l'ancienne directrice des politiques publiques de Facebook Sarah Wynn-Williams explique comment l'entreprise a ciblé à partir de 2017 les jeunes de 13 à 17 ans en exploitant leur vulnérabilité, comme l'avait déjà révélé un document interne de l'entreprise,. Meta accuse l'autrice d'avoir violé une clause de non-dénigrement signée par l'autrice et obtient lors d'une audience en urgence l'interdiction temporaire de la diffusion de ces ouvrages.

## Chiffre d'affaires
| Année | Chiffre d'affaires (en millions de $) | augmentation annuelle % |
| ----- | ------------------------------------- | ----------------------- |
| 2004  | 0,4                                   | -                       |
| 2005  | 9                                     | 2150                    |
| 2006  | 48                                    | 433                     |
| 2007  | 153                                   | 219                     |
| 2008  | 280                                   | 83                      |
| 2009  | 775                                   | 177                     |
| 2010  | 2 000                                 | 158                     |
| 2011  | 3 711                                 | 86                      |
| 2012  | 5 089                                 | 37                      |
| 2013  | 7 872                                 | 55                      |
| 2014  | 12 466                                | 58                      |
| 2015  | 17 928                                | 44                      |
| 2016  | 27 638                                | 54                      |
| 2017  | 40 653                                | 47                      |
| 2018  | 55 838                                | 37                      |
| 2019  | 70 697                                | 27                      |
| 2020  | 85 965                                | 22                      |
| 2021  | 117 929                               | 37                      |
| 2022  | 116 609                               |                         |

## Statistiques

### En France
En France, Facebook aurait attiré 3,6 millions de visiteurs entre 2007 et 2008. En 2008, un nombre croissant d’effacements volontaires de profils est observé. En octobre 2008, Facebook annonce plus de 4 millions d'utilisateurs actifs dans le pays. En avril 2010, selon l’outil de ciblage des campagnes publicitaires sur Facebook, près de 9,7 millions de Français sont présents sur le site — plaçant la France dans la liste des premiers pays par utilisateurs du site —, soit un taux de pénétration dans la population d'environ 16 %. D'après Les Échos, néanmoins, un certain nombre de suspicions existent concernant l'exactitude des chiffres d’audience avancés par Facebook. Selon Médiamétrie, avec plus de 11 millions de visiteurs uniques en décembre 2008, Facebook se classe parmi les vingt sites internet les plus visités.
En février 2011, les statistiques parlent de 20,54 millions d'utilisateurs (+1,6 million en six mois), soit 31,8 % de la population et 46 % des internautes français. De plus, plus de la moitié des utilisateurs ont entre 18 et 34 ans (31 % de 18-24 ans et 28 % de 25-34 ans).
Le 2 juin 2015 Facebook annonce l'ouverture à Paris d'un laboratoire spécialisé dans la recherche sur l'intelligence artificielle.
Début septembre 2015, Facebook France annonce avoir atteint les 30 millions d'utilisateurs mensuels actifs en France soit une progression de près de 2 millions d'utilisateurs par rapport à novembre 2014. Ainsi près de 2/3 des internautes français sont aussi utilisateurs de Facebook. D'autre part, 22 millions se connecteraient chaque jour sur le réseau, 17 millions via un mobile,
Pour le 2e trimestre 2018, Facebook compte 33 millions d’utilisateurs mensuels actifs en France.
Fin 2019, Facebook a franchi la barre des 37 millions d'utilisateurs en France.

### En Belgique
En Belgique, des statistiques d’août 2011 à janvier 2012 indiquent que 4 444 920 internautes sont connectés à Facebook dont 50,7 % d’hommes et 49,30 % de femmes. Plus de 25 % d’utilisateurs ont entre 25 et 34 ans. Cette étude d'E-net Business indique que Facebook a connu une croissance de 4,56 % utilisateurs sur cette même période. En 2012, 6 millions de Belges sont présents sur Facebook, soit 58,1 % de la population du pays.
En 2018, Facebook compte 7,3 millions d’utilisateurs mensuels actifs en Belgique.
Au 14 décembre 2022, Facebook reste le réseau social le plus utilisé au monde avec 2,91 milliards d'abonnés actifs.
En 2023, il atteint son maximum d'utilisation pour la génération des baby bommers (née entre 1946 et 1964) et son minimum pour la génération Z (née entre 1997 et 2012) qui lui préfère désormais d'autres réseaux sociaux. Face à ce constat les services marketing de Facebook misent depuis fin 2024 sur des évolutions favorisant le retour des jeunes,.

### En Suisse
En 2017, Facebook affiche 4,2 millions d'utilisateurs mensuels actifs en Suisse selon Facebook Insights soit +16 % par rapport à 2016. Les utilisateurs de plus de 35 ans sont désormais majoritaires et représentent 54 % des profils actifs en Suisse.

### Dans le monde

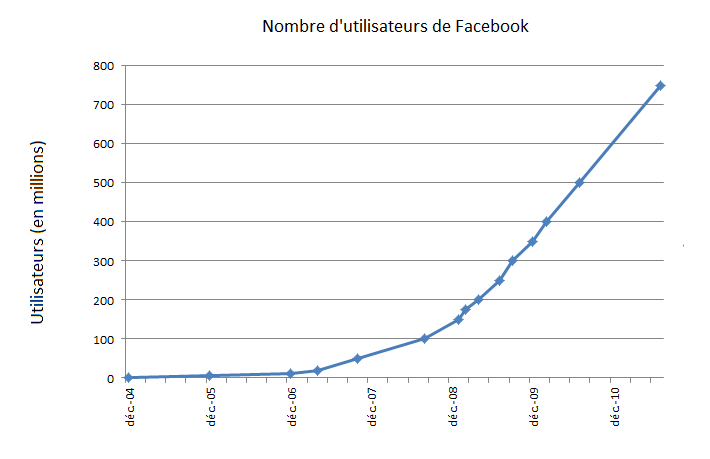
Évolution du nombre d’utilisateurs de Facebook dans le monde (en millions) de 2005 à 2010.

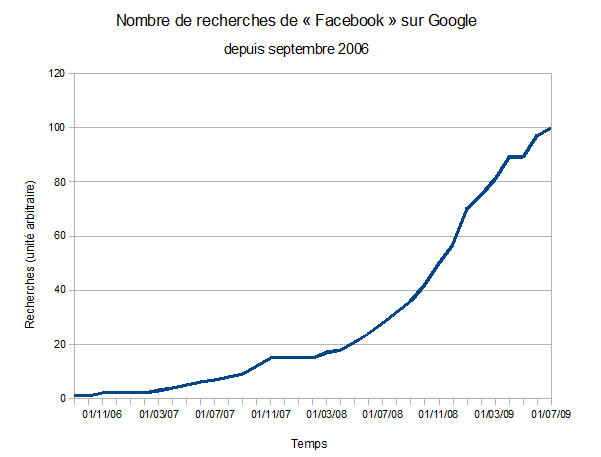
Évolution du nombre de recherches de Facebook (en unité arbitraire) du mot « Facebook » sur Google de 2006 à 2009.

Répartition des utilisateurs de Facebook suivant leur âge en 2011.

Début 2011, 620 millions d'utilisateurs, dont la moitié se connecte au moins une fois par jour et passe 55 minutes (en moyenne) par jour sur le site. Il y a un milliard de contenus mis en ligne par jour (vidéos, statuts, photos, articles, etc.). D'après les informations publiées par Facebook, les utilisateurs dans le monde se répartissent alors comme suit :
| Continent/Pays       | Nombre total d'utilisateurs en février 2011 | Gain absolu les 3 mois précédents février 2011 (en nombre) | Gain absolu les 3 mois précédents février 2011 (en %) | Gain absolu les 6 mois précédents février 2011 (en nombre) | Gain absolu les 6 mois précédents février 2011 (en %) |
| -------------------- | ------------------------------------------- | ---------------------------------------------------------- | ----------------------------------------------------- | ---------------------------------------------------------- | ----------------------------------------------------- |
| 1 - Amérique du Nord | 201 millions                                | 14,9 millions                                              | 8,03 %                                                | 32 millions                                                | 18,9 %                                                |
| 2 - Europe           | 189 millions                                | 19,4 millions                                              | 11,46 %                                               | 29,8 millions                                              | 18,67 %                                               |
| 3 - Asie             | 146 millions                                | 28,4 millions                                              | 24,25 %                                               | 43,5 millions                                              | 42,59 %                                               |
| 4 - Amérique du Sud  | 65 millions                                 | 11,6 millions                                              | 22,03 %                                               | 15,9 millions                                              | 32,59 %                                               |
| 5 - Afrique          | 25 millions                                 | 5,4 millions                                               | 27,26 %                                               | 8,3 millions                                               | 50,12 %                                               |
| 6 - Australie        | 12 millions                                 | 0,3 million                                                | 2,61 %                                                | 0,6 million                                                | 5,16 %                                                |

| Pays membre du G8 | Population estimée en 2011 | Nombre d’utilisateurs | Proportion d’utilisateurs de Facebook (%) |
| ----------------- | -------------------------- | --------------------- | ----------------------------------------- |
| Canada            | 34 030 589                 | 18 619 280            | 54,7 %                                    |
| États-Unis        | 313 232 044                | 154 971 340           | 49,5 %                                    |
| Royaume-Uni       | 62 698 362                 | 30 257 300            | 48,3 %                                    |
| France            | 65 102 719                 | 21 819 200            | 33,5 %                                    |
| Italie            | 61 016 804                 | 19 221 180            | 31,5 %                                    |
| Allemagne         | 81 471 834                 | 17 929 680            | 22,0 %                                    |
| Russie            | 138 739 892                | 4 422 880             | 3,2 %                                     |
| Japon             | 126 475 664                | 3 059 000             | 2,4 %                                     |
| Total Mondial     | 6 930 055 154              | 664 032 460           | 9,6 %                                     |

En octobre 2012, d'après Socialbakers.com, le pays avec le plus fort taux de pénétration était Monaco, dont 91 % des habitants étaient inscrits sur Facebook. En France, le taux de pénétration était alors de 39 %. À cette même date, les dix plus grands pays par nombre d'utilisateurs inscrits étaient :
1. Les États-Unis / Le Canada (167 millions) ;
2. L'Inde (60 millions) ;
3. Le Brésil (60 millions) ;
4. L'Indonésie (50 millions) ;
5. Le Mexique (39 millions) ;
6. Le Royaume-Uni (33 millions) ;
7. La Turquie (31 millions) ;
8. Les Philippines (30 millions) ;
9. La France (25 millions) ;
10. L'Allemagne (25 millions).

À la fin 2014, Facebook annonce 1,39 milliard d'utilisateurs actifs mensuels dont 890 millions se connectent tous les jours (soit 64 % des comptes actifs).
En mars 2015, Facebook dénombre 1,44 milliard d'utilisateurs actifs mensuels.
En décembre 2015, Facebook dénombre 1,59 milliard d'utilisateurs actifs mensuels et approximativement 83,6 % des 1,04 milliard d'utilisateurs actifs quotidiens sont situés en dehors des États-Unis et du Canada.
Au 31 mars 2017, Facebook comptabilise 1,94 milliard d'utilisateurs. Les nouvelles inscriptions proviennent essentiellement de la région Asie-Pacifique.
Le graphique ci-à droite présente l’évolution du nombre d’utilisateurs (en millions) de Facebook dans le monde, d’après les chiffres donnés dans la salle de presse du site.
Un graphique montrant l'évolution du nombre d'utilisateurs actifs mensuels sur Facebook de 2008 à 2014 est disponible sur Statista.
En juin 2017, Facebook a dépassé le cap des deux milliards d'utilisateurs.
En octobre 2018, Facebook indique 2,27 milliards d’utilisateurs actifs par mois dans le monde et 1,49 milliard d’utilisateurs actifs par jour.

## Censure sur Facebook

### En France
Pour l'année 2015, Facebook France annonce avoir atteint les 30 millions d’utilisateurs mensuels actifs et le pays devient la première au monde pour le nombre de contenus Facebook censurés avec la suppression de 37 695 pages à la suite de requêtes gouvernementales. Le rapport présenté par le réseau social précise que 32 100 cas ont concerné la diffusion d'une photographie montrant l’intérieur du Bataclan à la suite des attentats du 13 novembre 2015, et constituant une « atteinte grave à la dignité humaine » et une « atteinte au secret de l'enquête » selon la justice française. La France a également restreint la diffusion de contenu promouvant le négationnisme et l’apologie du terrorisme.
Entre juillet 2013 et décembre 2018, la France fait 42 989 requêtes officielles de demandes de suppressions de posts et commentaires sur Facebook. Elle est ainsi le deuxième pays le plus actif derrière l'Inde et devant le Mexique. La plupart des demandes sur cette période concernent des images des corps des victimes des attentats de 2015 postées sur Facebook.
Le 21 février 2021, Marion Maréchal et Jordan Bardella constatent que des messages publiés par leur compte ont été dépubliés par Facebook et déclarent en outre avoir été avertis d'une possible dépublication de leurs pages. Facebook justifie cette censure en affirmant que les messages supprimés faisaient part de soutiens à Génération Identitaire, une organisation qui propagerait la haine.

## Langues
Facebook est, au 9 juin 2023, disponible en 114 langues. Les premières traductions à être lancées, en février 2008, sont les versions en espagnol et en allemand. La version française de France a été mise en ligne le 10 mars 2008 puis la version en français canadien, le 6 avril 2009,.
D'autres langues ont également été introduites sur le site ou sont en cours d'introduction, principalement des langues très répandues, mais également des langues régionales (le basque, le catalan) ainsi que l'espéranto. Facebook demande aux utilisateurs de son site de contribuer à la traduction de l'interface dans leur langue maternelle. Tout utilisateur du réseau peut proposer une traduction des phrases originales en anglais. Ces propositions de traduction sont ensuite soumises aux internautes qui votent pour la meilleure. Les traductions « officielles » des phrases sont, en définitive, celles ayant été considérées comme les meilleures par les utilisateurs de Facebook. Il existe également quelques versions humoristiques (leet speak et anglais façon « pirate »), bien que la plupart ne soient plus disponibles.
Voici la liste des 114 langues d'interface disponibles sur Facebook au 9 juin 2023 :
- Afrikaans
- Albanais
- Allemand
- Amharique
- Anglais (en caractères culbutés)
- Anglais (États-Unis)
- Anglais (Royaume-Uni)
- Arabe
- Arménien
- Assamais
- Azéri
- Basque
- Bengali
- Biélorusse
- Birman
- Bosnien
- Breton
- Bulgare
- Catalan
- Cébouano
- Chinois (Chine)
- Chinois (Hong Kong)
- Chinois (Taïwan)
- Cingalais
- Coréen
- Corse
- Créole haïtien
- Croate
- Danois
- Espagnol (Amérique latine)
- Espagnol (Espagne)
- Espéranto
- Estonien
- Féroïen
- Filipino
- Finnois
- Français (Canada)
- Français (France)
- Frioulan
- Frison occidental
- Galicien
- Gallois
- Géorgien
- Grec
- Guarani
- Gujarati
- Haoussa
- Hébreu
- Hindi
- Hongrois
- Indonésien
- Inuktitut
- Inupiatun
- Irlandais
- Islandais
- Italien
- Japonais
- Japonais (Kansai)
- Javanais
- Kannada
- Kazakh
- Khmer
- Kinyarwanda
- Kirghize
- Kurde (kurmandji)
- Kurde (sorani)
- Lao
- Letton
- Lituanien
- Macédonien
- Malais
- Malayalam
- Malgache
- Maltais
- Marathi
- Mongol
- Néerlandais (Pays-Bas)
- Néerlandais (Belgique)
- Népalais
- Norvégien (bokmål)
- Norvégien (nynorsk)
- Odia
- Ourdou
- Ouzbek
- Pachto
- Pendjabi
- Persan
- Peul
- Polonais
- Portugais (Portugal)
- Portugais (Brésil)
- Roumain
- Russe
- Sarde
- Serbe
- Shona
- Silésien
- Slovaque
- Slovène
- Somali
- Suédois
- Swahili
- Syriaque
- Tadjik
- Tamazight
- Tamoul
- Tatar
- Tchèque
- Télougou
- Thaï
- Turc
- Ukrainien
- Vietnamien
- Zazaki

Les langues suivantes étaient disponibles au 22 septembre 2015 mais ne le sont plus :
- Anglais (Pirate) [bêta]
- Latin [bêta]
- Leet speak [bêta]

Selon SimilarWeb, en juin 2015, les langues ayant eu le plus grand nombre de visites effectuées depuis un ordinateur de bureau (le mobile n'étant pas pris en compte), sont l'anglais (visites indéterminées, mais tout de même premier car facebook.com sans sous-domaine est à la fois l'interface pour les américains et pour le monde entier une fois logué), l'espagnol (299 millions de visites), le portugais (180 millions) et le français (148 millions).
Toujours selon SimilarWeb, sur les trois derniers mois d'avril à juin 2015, les langues ayant eu le plus grand nombre de pays ou territoires l'utilisant en tant que langue d'interface sur Facebook (sur les 225 suivis), sont l'anglais du Royaume-Uni (215 pays/territoires, et inconnu pour l'anglais des États-Unis), le français de France (197), l'espagnol d'Amérique latine (194) et le portugais du Brésil (183).

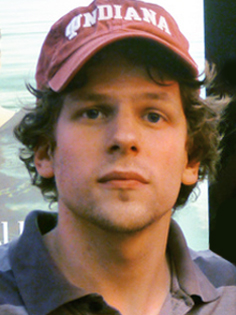
Jesse Eisenberg joue le rôle de Mark Zuckerberg dans The Social Network.

## Médias
Le site a inspiré certains médias comme le cinéma et la télévision :
- The Big Bang Theory ;
- How I Met Your Mother.

Ces exemples notables incluent The Social Network (sortie en octobre 2010), film parodié dans l'épisode 11 des Simpson (saison 23) intitulé Le Rest'oh social ou encore l'épisode 4 de South Park (14e saison) intitulé Vous avez 0 ami (parodie). Le réseau social inspire également quelques humoristes français tels que Gad Elmaleh, Jérôme Commandeur ou encore Kev Adams.

### Note
- Cet article est partiellement ou en totalité issu de l'article intitulé « Facebook Connect » (voir la liste des auteurs).

### Sources de l'entreprise
1. 1 2 3 4  (en) « Facebook Newsroom », sur newsroom.fb.com, Facebook, 1er janvier 2007 (consulté le 5 mars 2008).
2. ↑  (en) Carolyn Abram, « Welcome to Facebook, everyone », sur facebook.com, 26 septembre 2006 (consulté le 8 mars 2008).
3. ↑  (en) « Terms of Use », sur facebook.com, 15 novembre 2007 (consulté le 8 mars 2008).
4. ↑  (en) Non trouvé le 22 octobre 2017, sur facebook.com.
5. ↑  Informations sur le nouveau format, sur le site officiel de Facebook.

### Sources externes
1. ↑  (en) Metz, Cade, « The Next Big Programming Language You’ve Never Heard Of », sur Wired, 7 juillet 2014 (consulté le 17 juillet 2014).
2. 1 2  « Réseaux sociaux les plus utilisés 2023 », sur Statista (consulté le 1er mai 2023)
3. ↑  « https://time.com/3686124/happy-birthday-facebook/ » (consulté le 3 février 2022)
4. ↑  Prononciation en anglais américain retranscrite selon la norme API.
5. ↑  (en-US) Alex Horton, « Channeling ‘The Social Network,’ lawmaker grills Zuckerberg on his notorious beginnings », Washington Post,‎ 5 décembre 2021 (ISSN 0190-8286, lire en ligne, consulté le 26 septembre 2024)
6. ↑  « Facemash : le réseau social illégal que Mark Zuckerberg a inventé avant Facebook », sur GQ France, 6 mars 2021 (consulté le 26 septembre 2024)
7. ↑  (en) Seward, Zachary M., « Judge Expresses Skepticism About Facebook Lawsuit », sur The Wall Street Journal, 25 juillet 2007 (consulté le 30 avril 2008).
8. ↑  (en) Phillips, Sarah, « A brief history of Facebook », sur The Guardian, 25 juillet 2007 (consulté le 7 mars 2008).
9. ↑  (en) Rosmarin, Rachel, « Open Facebook », sur Forbes, 11 septembre 2006 (consulté le 13 juin 2008).
10. ↑  (en) Williams, Chris, « Facebook wins Manx battle for face-book.com », sur The Register, 1er octobre 2007 (consulté le 13 juin 2008).
11. ↑  (en) Dempsey, Laura, « Facebook is the go-to Web site for students looking to hook up », Dayton Daily News,‎ 3 août 2006.
12. ↑  (en) Lerer, Lisa, « Why MySpace Doesn't Card », sur Forbes, 25 janvier 2007 (version du 9 février 2007 sur Internet Archive).
13. ↑  (en) Lacy, Sarah, « Facebook: Opening the Doors Wider », sur BusinessWeek, 12 septembre 2006 (consulté le 9 mars 2008).
14. ↑  Charles Jaigu, « Les frères Winklevoss, la revanche des inventeurs de Facebook », Le Figaro Magazine,‎ 23 avril 2021, p. 20-21 (lire en ligne).
15. ↑  Le code source de Facebook piraté et publié, TechCrunch.com, 13 août 2007.
16. ↑  Facebook(R) développe la puissance de sa plateforme sur le Web et dans le monde entier, biz-affaire.com, 24 juillet 2008.
17. ↑  Mael Inizan, « Facebook poursuit sa "twitterisation" », Le Monde,‎ 1er juillet 2009 (lire en ligne, consulté le 6 mai 2018).
18. ↑  Xhark, « La revanche d’un solitaire, la véritable histoire du fondateur de Facebook », sur paperblog.fr, 15 février 2010 (version du 20 février 2010 sur Internet Archive).
19. ↑  Le réseau social sur Cinoche, consulté le 25 juillet 2010.
20. ↑  « The Social Network » (fiche film), sur Allociné, consulté le 25 juillet 2010.
21. ↑  (en) « Facebook Gives A Post-Mortem On Worst Downtime In Four Years » ; lire en ligne, sur techcrunch.com.
22. 1 2  Facebook lance sa messagerie dès lundi, Le Parisien, 15 novembre 2010.
23. ↑  Benjamin Gourdet, « Facebook vaut-il 104 milliards de dollars ? », sur 01net.com, le 18 mai 2012.
24. ↑  « Facebook lance la deuxième plus grosse entrée en Bourse américaine », sur lepoint.fr, 17 mai 2012.
25. ↑  Martin Untersinger, « Facebook, une entrée en bourse très chaotique »,sur Rue89, nouvelobs.com, mis en ligne le 22 mai 2012.
26. ↑  « Pourquoi l'action Facebook chute toujours », sur lexpress.fr, 30 mai 2012 (consulté le 6 juin 2013).
27. ↑  Fabien Soyez, « 83 millions de comptes Facebook sont faux », sur lefigaro.fr, 2012 (consulté le 18 août 2012).
28. ↑  « Zynga et Facebook revoient les termes de leur partenariat », sur capital.fr, 30 novembre 2012 (version du 7 janvier 2014 sur Internet Archive).
29. ↑  Aude Fredouelle, Facebook rachète Branch Media, spécialiste de la "conversation", Journal du Net, 14 janvier 2014.
30. ↑  Facebook rachète la société Oculus VR, le huffington post, 26 mars 2014.
31. ↑  Facebook lance Slingshot pour concurrencer Snapchat, 01 Net, 18 juin 2014.
32. ↑  Slingshot : la réponse de Facebook à Snapchat fait un bide, Journal du Net, 17 juillet 2014.
33. ↑  Facebook lance Rooms, une appli qui veut dépoussiérer les forums de discussion, 01net, 23 octobre 2014.
34. ↑  Facebook lance Rooms et dépoussière les forums de chat, Journal du Net, 24 octobre 2014.
35. ↑  Facebook lance une appli de partage de photos.
36. ↑  Antoine Crochet-Damais, « Facebook at Work se lance, et devient Workplace by Facebook », Journal du Net,‎ 13 octobre 2016 (lire en ligne, consulté le 14 février 2017).
37. ↑  « Facebook teste un programme d’intelligence artificielle pour repérer les messages suicidaires », Le Monde,‎ 1er mars 2017 (lire en ligne).
38. ↑  Y.D., « Les médias pourront proposer des abonnements payants sur Facebook », sur bfmtv.com (consulté le 20 juillet 2017).
39. ↑  « La nouvelle option d’abonnement payant à Facebook et Instagram suscite la confusion », Le Monde,‎ 13 novembre 2023 (lire en ligne)
40. ↑  (en-US) Jose Antonio Vargas, « The Face of Facebook », The New Yorker,‎ 13 septembre 2010 (ISSN 0028-792X, lire en ligne, consulté le 14 septembre 2024)
41. 1 2 3 4  « Facebook redouble de nouveautés pour vous espionner… et ça fait peur », Marianne,‎ 21 janvier 2018 (lire en ligne, consulté le 23 janvier 2018).
42. ↑  (en) IMtrends, le protocole XMPP serveur-serveur n'est pas implémenté, sur facebook.com.
43. ↑  Morgane Tual, « DMA : ce qui change pour l’utilisation de Google Maps ou Messenger », Le Monde,‎ 6 mars 2024 (DMA : ce qui change pour l’utilisation de Google Maps ou Messenger )
44. ↑  Ariane Beky, « Facebook s'ouvre aux applications tierces », sur neteco.com, 25 mai 2007 (version du 27 mai 2007 sur Internet Archive).
45. ↑  Nicolas Rauline, Pourquoi Facebook menace déjà Google, Les Échos, jeudi 25 novembre 2010, p. 16.
46. ↑  Partenariat Facebook et Skype veilleur-strategique.eu, 7 juillet 2011.
47. ↑  « Facebook disponible en version pour iPad », sur CnetFrance.fr, 11 octobre 2011 (consulté le 5 mai 2017).
48. ↑  Première conférence marketing Ce que la Timeline va apporter aux marques.
49. ↑  (en) Sam Laird, « Facebook Timeline Brand Pages Are Here [PICS] », 29 février 2012.
50. ↑  (en-US) Mark Hendrickson, « Facebook Chat Launches, For Some », sur TechCrunch, 6 avril 2008 (consulté le 15 septembre 2024)
51. ↑  (en-US) Jason Kincaid, « Facebook Launches Standalone iPhone/Android Messenger App (And It’s Beluga) », sur TechCrunch, 9 août 2011 (consulté le 15 septembre 2024)
52. ↑  « Facebook lance son moteur de recherche social : Graph Search », sur Presse citron, 2013 (consulté le 16 janvier 2013).
53. ↑  « Facebook lance son nouveau Newsfeed », sur zdnet.fr, 2013 (consulté le 24 janvier 2014).
54. ↑  « Facebook : Accédez au nouveau format ! », sur team-aaz.com, 18 octobre 2013 (consulté le 12 juillet 2014).
55. ↑  « Séisme au Népal: les outils de Google et Facebook pour trouver des rescapés », sur lefigaro.fr, 27 avril 2015 (consulté le 30 avril 2015).
56. ↑  « Facebook se prépare à tester un bouton je n'aime pas », Le Monde,‎ 16 septembre 2015 (lire en ligne, consulté le 17 septembre 2015).
57. ↑  « Facebook at Work arrivera en fin d'année », sur 01net (consulté le 18 septembre 2015).
58. ↑  Facebook ouvre ses notifications à l'actualité.
59. ↑  A More Useful Notifications Tab on Mobile.
60. ↑  « Facebook veut vous aider à oublier votre ex après une rupture difficile », sur Le Huffington Post (consulté le 24 novembre 2015).
61. ↑  « Facebook : au « J’aime » s’ajoutent « J’adore », « Triste » ou « Grrr » », sur lesechos.fr (consulté le 24 février 2016).
62. ↑  Ingrid Vergara, « « Facebook Coin » : le projet d'une cryptomonnaie de Facebook se précise », Le Figaro, 1er mars 2019 (consulté le 3 avril 2019).
63. ↑  Clément Jeanneau et Alexandre Stachtchenko, « Facebook Coin : les questions étourdissantes que pose la cryptomonnaie de Facebook », sur La Tribune (consulté le 3 avril 2019).
64. ↑  Charlie Osborne, « Facebook lance sa crypto-monnaie Libra », sur zdnet.fr, 19 juin 2019.
65. ↑  « Facebook lance une plateforme dédiée aux étudiants, comme à ses débuts », sur 20minutes.fr (consulté le 14 septembre 2020)
66. ↑  « Facebook lance à partir de mardi Facebook News en France », Le Monde.fr,‎ 14 février 2022 (lire en ligne, consulté le 16 février 2022)
67. ↑  (en) « Hard Questions: How We Counter Terrorism », sur Facebook Newsroom, 15 juin 2017.
68. ↑  (en) « Facebook Enlists AI, Human Experts in New Push Against Terrorism », sur bloomberg.com, 15 juin 2017.
69. ↑  « Visite dans l’un des très secrets centres de modération de Facebook », Le Monde,‎ 29 novembre 2018 (lire en ligne, consulté le 21 avril 2019).
70. ↑  (en) « U.N. investigators cite Facebook role in Myanmar crisis », Reuters,‎ 12 mars 2018 (lire en ligne, consulté le 21 avril 2019).
71. ↑  « Facebook plaide pour une régulation souple d’Internet », Le Monde,‎ 1er avril 2019 (lire en ligne, consulté le 21 avril 2019).
72. ↑  Elsa Trujillo, « Modération des contenus haineux: le gouvernement s'en remet à la bonne volonté de Facebook », sur BFM TV, 10 mai 2019 (consulté le 14 mai 2019).
73. ↑  « Critiqué, Facebook va augmenter le salaire de ses modérateurs américains », Le Monde,‎ 14 mai 2019 (lire en ligne, consulté le 14 mai 2019).
74. ↑  « Les modérateurs de Facebook finissent traumatisés et complotistes », sur Le Point, 27 février 2019 (consulté le 14 mai 2019).
75. ↑  « Régulation des contenus haineux sur les réseaux sociaux : les réponses de Zuckerberg à Macron », Le Monde,‎ 10 mai 2019 (lire en ligne, consulté le 21 mai 2019).
76. ↑  « Contenus haineux en ligne : la proposition de loi ne sera pas adoucie après les remarques de Facebook », Le Monde,‎ 21 mai 2019 (lire en ligne, consulté le 21 mai 2019).
77. 1 2  « Facebook affirme avoir fait d’importants progrès dans la détection des contenus haineux », Le Monde,‎ 23 mai 2019 (lire en ligne, consulté le 24 mai 2019).
78. 1 2  « Standards de la communauté », sur facebook.com (consulté le 21 avril 2019).
79. ↑  (en) « An Update on How We Are Doing At Enforcing Our Community Standards | Facebook Newsroom » (consulté le 24 mai 2019).
80. 1 2  « Facebook Files : hors des Etats-Unis, les failles de la modération dans des dizaines de langues », sur lemonde.fr
81. ↑  « Facebook whistleblower revealed on '60 Minutes,' says the company prioritized profit over public good », sur CNN Business
82. ↑  « Sur Facebook, le fiasco de la modération en langue arabe », sur lemonde.fr
83. ↑  (en) « Facebook Let an Islamophobic Conspiracy Theory Flourish in India Despite Employees' Warnings », sur TIME
84. 1 2 3  (en) Sarah Roberts, « Fewer humans are moderating Facebook content. That’s worrying. », sur slate.com, 8 avril 2021
85. ↑  (en) Paul M. Barrett, « Who moderates social media giants, a call to end outsourcing », juin 2020
86. ↑  (en) Mike Isaac, « Facebook Hampers Do-It-Yourself Mask Efforts », sur nytimes.com, 9 avril 2020
87. ↑  (en) « Origines du Covid-19 : Facebook ne va plus supprimer les théories sur le virus issu d’un laboratoire », sur lemonde.fr
88. ↑  (en) Kenrick Vézina, « Status Update: What's Facebook's Effect on Kids? », sur technologyreview.com, 9 août 2011 (version du 12 septembre 2011 sur Internet Archive).
89. ↑  (en) Mark S. Granovetter, « The Strength of Weak Ties », American Journal of Sociology, vol. 78, no 6,‎ 1973, p. 1360–1380 (lire en ligne, consulté le 23 juin 2017).
90. 1 2  Dominique Cardon, Liens faibles et liens forts sur les réseaux sociaux, Les Cahiers français, no 372, Janvier-Février, 2013, p. 61-66.
91. ↑  Keith Hampton et Lauren Sessions Goulet, « Social networking sites and our lives », sur pewinternet.org, 16 juin 2011 (consulté le 23 juin 2017).
92. 1 2  Simon Borel, « Facebook, stade suprême de la quête de reconnaissance », Revue du MAUSS, vol. 40, no 2,‎ 2012, p. 257 (ISSN 1247-4819 et 1776-3053, DOI 10.3917/rdm.040.0257, lire en ligne, consulté le 30 octobre 2019).
93. 1 2 3  Angélique Gozlan, « Le héros éphémère sur la scène facebookienne », Topique, vol. 126, no 1,‎ 2014, p. 51 (ISSN 0040-9375 et 1965-0604, DOI 10.3917/top.126.0051, lire en ligne, consulté le 30 octobre 2019).
94. ↑  Rémy Potier, « Facebook à l'épreuve de la différence. Avatars du narcissisme des petites différences », Topique, vol. 121, no 4,‎ 2012, p. 97 (ISSN 0040-9375 et 1965-0604, DOI 10.3917/top.121.0097, lire en ligne, consulté le 30 octobre 2019).
95. ↑  (en) Janet Morahan-Martin, « The Relationship Between Loneliness and Internet Use and Abuse », CyberPsychology & Behavior, vol. 2, no 5,‎ octobre 1999, p. 431-439 (ISSN 1094-9313 et 1557-8364, DOI 10.1089/cpb.1999.2.431, lire en ligne, consulté le 30 octobre 2019).
96. ↑  « Clauses abusives : mode d'emploi » , sur Institut national de la consommation, 20 août 2019 (consulté le 19 juin 2025)
97. ↑  « L’UE inflige une amende de 265 millions d’euros à Meta pour ne pas avoir assez protégé les données de ses utilisateurs », Le Monde,‎ 28 novembre 2022 (lire en ligne)
98. ↑  Martin Untersinger, « L’Allemagne inflige à Facebook une amende de 2 millions d’euros en vertu de sa loi sur les réseaux sociaux », Le Monde,‎ 2 juillet 2019 (lire en ligne)
99. ↑  « Données personnelles : nouveau revers pour Meta devant la justice européenne », Le Monde,‎ 4 juillet 2023 (lire en ligne)
100. ↑  Alexandre Piquard, « Données personnelles : Meta sommé de changer ses pratiques en Europe », Le Monde,‎ 5 janvier 2023 (lire en ligne )
101. ↑  (en) « Data Protection Commission announces conclusion of inquiry into Meta Ireland », sur dataprotection.ie, 22 mai 2023 (consulté le 28 novembre 2023)
102. ↑  Olivier Clairouin et Martin Untersinger, « Meta condamné à une amende record de 1,2 milliard d’euros par le régulateur irlandais des données personnelles », Le Monde,‎ 22 mai 2023 (lire en ligne)
103. ↑  « Facebook et Instagram payants : une plainte pour infraction au droit européen des données personnelles », Le Monde,‎ 28 novembre 2023 (lire en ligne)
104. ↑  (en) « China's Facebook Status: Blocked », sur ABC News blog, 8 juillet 2009 (consulté le 31 juillet 2009).
105. ↑  (en) Ben Stocking, « Vietnam Internet users fear Facebook blackout », sur The Sydney Morning Herald, 17 novembre 2009 (consulté le 9 janvier 2011).
106. ↑  (en) Shahi Afshin, « Iran's Digital War », sur Daily Star, Caire, 27 juillet 2008 (consulté le 16 août 2008).
107. ↑  (ru) « Uzbek authorities have blocked access to Facebook », sur Ferghana News (consulté le 21 octobre 2010).
108. ↑  (en) Cooper Charles, « Pakistan Bans Facebook Over Muhammad Caricature Row – Tech Talk », sur CBS News, 19 mai 2010 (consulté le 26 juin 2010).
109. ↑  (en) « Red lines that cannot be crossed », sur The Economist, 24 juillet 2008 (consulté le 17 août 2008).
110. ↑  (en) Benzie Robert, « Facebook banned for Ontario staffers », sur Toronto Star, 3 mai 2007 (consulté le 16 août 2008).
111. ↑  (pt) Alemanha: Festas convocadas pelo Facebook são “ameaça à ordem pública”.
112. ↑  (pt) « Alemanha pode proibir festas combinadas pelo Facebook » (version du 6 juillet 2011 sur Internet Archive).
113. ↑  (en) Barry Leibowitz, « Facebook blunder invites 15,000 to teen's 16th birthday party; 100 cops show up, too ».
114. ↑  « La quadrature du net : Facebook et Google, victimes ou complices de la NSA ? ».
115. ↑  (en) James Risen et Nick Wingfield, « Web’s Reach Binds N.S.A. and Silicon Valley Leaders », sur The New York Times, 20 juin 2013 (consulté le 6 mai 2018).
116. ↑  (en) Nick Hopkins, How Facebook flouts Holocaust denial laws except where it fears being sued, theguardian.com, 24 mai 2017, consulté le 22 octobre 2017.
117. ↑  « « Le pouvoir de Mark Zuckerberg est sans précédent » : un de ses cofondateurs appelle à démanteler Facebook », Le Monde,‎ 9 mai 2019 (lire en ligne, consulté le 10 mai 2019).
118. ↑  (en-US) Chris Hughes, « Opinion | It’s Time to Break Up Facebook », The New York Times,‎ 9 mai 2019 (ISSN 0362-4331, lire en ligne, consulté le 10 mai 2019).
119. ↑  Boris Barraud (2020). Facebook à nouveau condamné dans le cadre de l’affaire Cambridge Analytica. Revue européenne des médias et du numérique, 2020, 53, p. 19-20. ⟨hal-02520101⟩
120. ↑  (en) « Facebook, Inc. - email addresses & Email format », sur Tomba (consulté le 11 mai 2024)
121. ↑  (en-US) « Facebook Helps Launch American Edge, a Dark-Money Advocacy Group for Big Tech », The Washington Post,‎ 12 mai 2020 (lire en ligne, consulté le 12 mai 2020)
122. ↑  (en) Wheeler, « History repeats itself with Big Tech's misleading advertising », Brookings Institution, 15 juin 2022 (consulté le 26 août 2023)
123. ↑  (en) « Facebook prepares legal action against Thai government's order to block group », sur CNN International, 24 août 2020 (consulté le 25 août 2020)
124. ↑  (en) « Facebook removes main page of Myanmar military for 'incitement of violence' », sur ABC News, 21 février 2021 (consulté le 21 février 2021)
125. ↑  (en) « Facebook bans Myanmar military accounts from its platforms, citing coup », sur France 24, 25 février 2021 (consulté le 25 février 2021)
126. ↑  (en) « Opinion: Fact-Checking Facebook's Fact Checkers », WSJ,‎ 5 mars 2021 (lire en ligne, consulté le 7 mars 2021)
127. ↑  (en) « Facebook guidelines allow for users to call for death of public figures », the Guardian, 23 mars 2021 (consulté le 23 mars 2021)
128. ↑  (en) « Facebook leak underscores strategy to operate in repressive regimes », the Guardian, 23 mars 2021 (consulté le 25 mars 2021)
129. ↑  (en) Ex-Facebook employee on the company's dangerous loophole: 'Autocrats don't bother to hide' (lire en ligne [archive du 19 décembre 2021])
130. ↑  (en-GB) Julia Carrie Wong, « How Facebook let fake engagement distort global politics: a whistleblower's account », The Guardian,‎ 12 avril 2021 (lire en ligne, consulté le 15 avril 2021).
131. ↑  « Revealed: the Facebook loophole that lets world leaders deceive and harass their citizens », the Guardian, 12 avril 2021
132. ↑  (en) Brewster, « Sheryl Sandberg Downplayed Facebook's Role In The Capitol Hill Siege—Justice Department Files Tell A Very Different Story », sur Forbes, 7 février 2021 (consulté le 9 mars 2022)
133. ↑  (en) « Inside Facebook, Jan. 6 violence fueled anger, regret over missed warning signs », The Washington Post,‎ 22 octobre 2021 (lire en ligne, consulté le 9 mars 2022)
134. ↑  (en) Esat Dedezade, « Meta Faces Backlash As Democrat-Related Terms Disappear From Instagram », Forbes,‎ 21 janvier 2025 (lire en ligne )
135. ↑  (en) Liam Proven, « Meta blocked Distrowatch links on Facebook while running Linux servers
53 comment bubble on white », The Register,‎ 28 janvier 2025 (lire en ligne )
136. ↑  BFMTV, « Comment Facebook pénalise les contenus jugés « conservateurs » », sur bfmtv.com (consulté le 10 mai 2016).
137. ↑  (en) « Facebook MADE Black Lives Matter 'Trend’ By Inserting It Into News Feeds », sur The Daily Caller (consulté le 10 mai 2016).
138. ↑  (en) Manipulationsvorwürfe gegen Facebook, jungefreiheit.de, 10 mai 2016.
139. ↑  Facebook accusé de manipuler les sujets tendance, la polémique fait rage, huffingtonpost.ca, 10 mai 2016.
140. ↑  (en-US) « Google is squashing free speech, and it’s time we did something about it », LifeSiteNews,‎ 2017 (lire en ligne, consulté le 19 septembre 2017).
141. 1 2  (en) April Glaser, « Nazis and White Supremacists Are No Longer Welcome on the Internet. So They’re Building Their Own », Slate Magazine,‎ août 2017 (lire en ligne, consulté le 5 septembre 2017).
142. 1 2 3  (en-US) Jonathan Taplin, « Opinion | Is It Time to Break Up Google? », The New York Times,‎ 22 avril 2017 (ISSN 0362-4331, lire en ligne, consulté le 19 septembre 2017).
143. ↑  (en) Shawn M. Carter, « More signs point to Mark Zuckerberg possibly running for president in 2020 », CNBC,‎ 15 août 2017 (lire en ligne, consulté le 19 septembre 2017).
144. ↑  (en-GB) « Facebook admits states have used its service to influence foreign elections », The Telegraph,‎ 2017 (lire en ligne, consulté le 6 septembre 2017).
145. ↑  « Facebook supprime les pages d’Alain Soral et de son site « Égalité et réconciliation » », Les Inrocks,‎ 15 décembre 17 (lire en ligne, consulté le 16 décembre 2017).
146. ↑  « Manipulations politiques, faux comptes… Facebook supprime des centaines de pages », La Tribune, 12 octobre 2018.
147. ↑  « Facebook anéantit l’audience d’une partie de la gauche radicale », sur Mediapart, 29 août 2019 (consulté le 5 juillet 2020).
148. ↑  Adrian Branco, Facebook a censuré les Kurdes syriens pour protéger son business en Turquie, 01net.com, 1er mars 2021
149. ↑  Sur Facebook, le succès inouï des « fermes à trolls », article de Martin Untersinger sur Le Monde le 29 octobre 2021, article mis à jour le 3 novembre 2022. Page consultée le 29 mai 2023.
150. ↑  (en) Brad Stone, « Facebook to Settle Thorny Lawsuit Over Its Origins », sur The New York Times (blog), 7 avril 2008 (version du 8 avril 2008 sur Internet Archive).
151. ↑  Camille Gévaudan, « Facebook : archivés à perpète », Libération, 24 octobre 2011 (consulté le 24 juin 2019).
152. ↑  Raphaële Karayan, « Le lobby français des télécoms chiffre l'évasion fiscale des géants du Net jour=17 », sur lexpress.fr, 17 avril 2013 (consulté le 24 avril 2013).
153. ↑  Jamal Henni, « Facebook n'a payé que 320 000 euros d'impôts en France », sur BFM Business, 14 août 2015 (consulté le 26 août 2015).
154. 1 2 3  (en) Paul Tang, « EU Tax Revenue Loss from Google and Facebook », financieel-management.nl,‎ septembre 2017, p. 11 (lire en ligne).
155. ↑  Vincent Hermann, « Facebook constitue des « dossiers fantômes » sur les internautes », sur nextinpact.com, 27 juillet 2013.
156. ↑  Martin Untersinger, « « La fin de la vie privée est un mythe » », Le Monde,‎ 5 février 2014 (ISSN 1950-6244, lire en ligne, consulté le 6 mai 2018).
157. ↑  « Vie privée : Facebook épinglé pour non-respect des règles européennes », sur Le Parisien.fr, 24 février 2015 (consulté le 31 juillet 2016).
158. ↑  « Selon une étude, les conditions d’utilisation de Facebook violent le droit européen », sur nextinpact.com, 25 février 2015 (consulté le 31 juillet 2016).
159. ↑  Martin Untersinger, « Vie privée : Facebook remporte une manche en Belgique », Le Monde- Pixels,‎ 30 juin 2016 (ISSN 1950-6244, lire en ligne, consulté le 31 juillet 2016).
160. ↑  « Facebook alertera les utilisateurs attaqués ou infiltrés par un État », sur Zone Numerique (consulté le 20 octobre 2015).
161. ↑  Qui est Max Schrems, ce juriste qui porte plainte contre Facebook ?, Sud Ouest, 8 août 2014.
162. ↑  Antonio Casilli, Contre l'hypothèse de la « fin de la vie privée ». La négociation de la privacy dans les médias sociaux, Revue française des sciences de l'information et de la communication, 3, 2013.
163. ↑  Coriolan, « Onavo Protect : Facebook fait la promotion d'une application VPN gratuite qui collecte les données des utilisateurs pour le compte de la société », sur Developpez.com, 14 février 2018.
164. ↑  Lucie Ronfaut, « Facebook partage les données de ses utilisateurs avec des fabricants de smartphones », sur Le Figaro, 4 juin 2018 (ISSN 0182-5852, consulté le 4 juin 2018).
165. ↑  « Facebook : Nouvelle fuite de données pour 540 millions d’utilisateurs », sur Journal du Geek, 4 avril 2019 (consulté le 4 avril 2019).
166. ↑  « Facebook examine une potentielle fuite massive de données », sur lemonde.fr, 20 décembre 2019 (consulté le 27 décembre 2019).
167. ↑  « Facebook accusé d'avoir espionné les utilisateurs d'Instagram via la caméra de leur smartphone », sur CNews, 18 septembre 2020 (consulté le 20 septembre 2020).
168. ↑  Elisa Samourcachian, « Facebook accusé d'espionner les utilisateurs d'Instagram à travers les appareils photos », sur Le HuffPost, 18 septembre 2020 (consulté le 20 septembre 2020).
169. ↑  (en) « Facebook is playing a decisive role in UK politics and regulators are starting to take note », sur CNBC, 23 juin 2017.
170. ↑  « L’apartheid en ligne de Facebook contre les Palestiniens », sur huffpostmaghreb.com, 2 avril 2018 (consulté le 6 avril 2018).
171. ↑  Olivier Chicheportiche, « Facebook ose un Messenger Kids pour les enfants », ZDNet France,‎ 5 décembre 2017 (lire en ligne, consulté le 5 décembre 2017).
172. ↑  Alexandra Naoum, « Dis Facebook, pourquoi tu préfères les posts dégradants sur les femmes et refuses ceux qui les valorisent? », Le Huffington Post,‎ 4 janvier 2018 (lire en ligne, consulté le 4 janvier 2018).
173. ↑  AFP, « Facebook censure une Vénus paléolithique », 20minutes.fr, 28 février 2018.
174. ↑  (en) Kaya Yurieff, « Instagram influencers can no longer promote vaping and guns », sur CNN (consulté le 17 mai 2021).
175. ↑  (en) Martin Giles, « The Cambridge Analytica affair reveals Facebook’s “Transparency Paradox” », MIT Technology Review,‎ mars 2018 (lire en ligne, consulté le 21 mars 2018).
176. ↑  « Facebook pris dans la tempête de l’affaire Cambridge Analytica », sur liberation.fr, 20 mars 2018 (consulté le 20 mars 2018).
177. ↑  « Affaire Cambridge Analytica : sale temps pour Facebook, qui dévisse à la Bourse », sur rtl.fr, 20 mars 2018 (consulté le 20 mars 2018).
178. ↑  « L’affaire Cambridge Analytica plonge Facebook dans une crise historique », Le Monde,‎ 20 mars 2018 (lire en ligne).
179. ↑  (en) Cambridge Analytica: whistleblower suspended from Facebook and Instagram, independent.co.uk, 19 mars 2018.
180. ↑  AFP, « Un bug a rendu publics les messages de 14 millions d'utilisateurs de Facebook », La Provence,‎ 8 juin 2018 (lire en ligne, consulté le 8 juin 2018).
181. ↑  (en) « Facebook executive grilled by unprecedented group of lawmakers from 9 countries », sur CBS News, 27 novembre 2018 (consulté le 27 novembre 2018).
182. 1 2  « Des documents secrets de Facebook montrent que l'entreprise était au courant d'une fuite de données potentielle impliquant la Russie dès 2014 », sur Business Insider, 27 novembre 2018 (consulté le 27 novembre 2018).
183. ↑  Lucie Ronfaut, « Piratage de Facebook: ce qu'il faut savoir », Le Figaro, 28 septembre 2018.
184. ↑  « Faille Facebook : 30 millions de comptes touchés, secret sur l'identité des pirates », sur Next INpact, 3 juillet 2020 (consulté le 5 juillet 2020).
185. ↑  « Facebook : les messages piégés sous forme de BD ont tous été supprimés, selon le réseau social », Le Monde,‎ 20 décembre 2018 (lire en ligne, consulté le 24 décembre 2018).
186. ↑  Fabrice Auclert, « Facebook : comment savoir si votre compte a été piraté ? », sur futura-sciences.com (consulté le 10 avril 2021)
187. ↑  Melinda Davan-Soulas, « Facebook Leaks : le réseau social était au courant de la faille et n'a rien fait plus tôt », sur Frandroid, 10 avril 2021 (consulté le 10 avril 2021)
188. ↑  « Violence, nudité, haine… Facebook publie ses règles de modération internes », Le Monde,‎ 24 avril 2018 (lire en ligne, consulté le 21 avril 2019).
189. ↑  « Après l’attentat de Christchurch, Facebook, Youtube et Twitter accusés de mal modérer les discours haineux », Le Monde,‎ 21 mars 2019 (lire en ligne, consulté le 21 avril 2019).
190. ↑  « Facebook présente ses excuses après la censure d’une Vénus paléolithique », Le Monde,‎ 1er mars 2018 (lire en ligne, consulté le 21 avril 2019).
191. ↑  « Vidéo de viol: pourquoi Facebook a tardé à réagir? », LExpress.fr,‎ 4 janvier 2016 (lire en ligne, consulté le 13 octobre 2018).
192. ↑  (en-GB) Nick Hopkins, « Facebook moderators: a quick guide to their job and its challenges », The Guardian,‎ 21 mai 2017 (ISSN 0261-3077, lire en ligne, consulté le 21 avril 2019).
193. ↑  (en-GB) Olivia Solon, « Underpaid and overburdened: the life of a Facebook moderator », The Guardian,‎ 25 mai 2017 (ISSN 0261-3077, lire en ligne, consulté le 21 avril 2019).
194. ↑  « L’Allemagne vote une loi obligeant les réseaux sociaux à supprimer les contenus haineux », Le Monde,‎ 3 juillet 2017 (lire en ligne, consulté le 21 avril 2019).
195. ↑  « Violences faites aux femmes en ligne : le HCE appelle à une véritable prise de conscience et action des géants du web et des pouvoirs publics », sur haut-conseil-egalite.gouv.fr (consulté le 13 octobre 2018).
196. ↑  « Facebook utilisé pour vendre une jeune fille aux enchères - Ubergizmo France », Ubergizmo France,‎ 22 novembre 2018 (lire en ligne, consulté le 27 novembre 2018).
197. ↑  « Facebook fournira désormais à la justice française les adresses IP des auteurs de propos haineux sur internet », sur francetvinfo.fr, 25 juin 2019 (consulté le 27 juin 2019).
198. ↑  Claire Domenech, "Nous vous arracherons vos cous impurs". Pour Facebook, cela n’enfreint pas les règles de "la communauté", capital.fr, 12 novembre 2020.
199. ↑  Charles Delouche-Bertolasi, « Une publicité de Monoprix déclenche un flot de racisme sur Facebook », Libération, 17 décembre 2020 (consulté le 23 décembre 2020).
200. ↑  Hassiba Hadj, « Victime de racisme sur Facebook, la mannequin Christelle Yambayisa en dénonce la modération défaillante », sur Madmoizelle.com, 23 décembre 2020 (consulté le 23 décembre 2020).
201. ↑  « Faut-il réguler Internet ? (1/2) », sur La Quadrature du Net, 1er novembre 2020 (consulté le 30 décembre 2020).
202. ↑  « Où en est le boycott de Facebook, #StopHateforProfit? », sur lexpress.fr (consulté le 5 octobre 2021).
203. ↑  Jeanne Bulant, « Facebook ne prévoit pas de lever la suspension du compte de Trump », sur bfmtv.com, 12 janvier 2021 (consulté le 22 février 2021).
204. ↑  « Facebook appelé à ne pas laisser Trump revenir sur le réseau social », sur bfmtv.com, 13 février 2021 (consulté le 22 février 2021).
205. 1 2 3 4 5  « Facebook est un média au même titre que les autres éditeurs », tribune de Zoé Vilain, avocate en droit des nouvelles technologies, sur Le Monde, 18 avril 2018 (consulté le 29 janvier 2021).
206. ↑  « Facebook reconnaît avoir écouté et transcrit des conversations privées d'usagers », sur francetvinfo.fr, 14 août 2019 (consulté le 14 août 2019).
207. ↑  « Facebook se refuse à censurer les complotistes et négationnistes », sur bfmtv.com, 19 juillet 2018.
208. ↑  « Mark Zuckerberg refuse de censurer les propos négationnistes sur Facebook », sur lesinrocks.com, 20 juillet 2018.
209. ↑  Cécile Tran-Tien et Dimitri Zufferey, « L'algorithme de Facebook est sexiste pour les offres d'emploi », Radio télévision suisse, 18 octobre 2020 (consulté le 19 octobre 2020).
210. ↑  « Facebook attaqué en justice pour discrimination sexiste de ses algorithmes », sur Libération (consulté le 12 juin 2023).
211. ↑  Patrick Randall, Facebook accusé d'avoir sciemment gonflé et caché sa réelle portée publicitaire, lesnumeriques.com, 19 février 2021
212. ↑  Facebook accusé d’avoir gonflé à dessein ses audiences publicitaires, lemonde.fr, 19 février 2021
213. ↑  (en) Samantha Subin, « Facebook is back online after suffering its worst outage since 2008 », sur cnbc.com, 4 octobre 2021 (consulté le 5 octobre 2021)
214. ↑  (en) Mike Isaac et Sheera Frenkel, « Gone in Minutes, Out for Hours: Outage Shakes Facebook », sur nyt.com, 4 octobre 2021 (consulté le 5 octobre 2021)
215. 1 2 3  « Facebook, Instagram et WhatsApp fonctionnent à nouveau après une panne sans précédent », sur lemonde.fr, 5 octobre 2021 (consulté le 5 octobre 2021)
216. ↑  « Facebook s'écroule en Bourse, la valeur des actions de Zuckerberg perd 7 milliards », sur Le HuffPost, 4 octobre 2021 (consulté le 5 octobre 2021)
217. ↑  (en-GB) Richard Luscombe, « Meta censors pro-Palestinian views on a global scale, report claims », The Guardian,‎ 21 décembre 2023 (ISSN 0261-3077, lire en ligne, consulté le 22 décembre 2023)
218. ↑  Léa Polverini, « Facebook aurait monétisé les angoisses des adolescentes pour leur vendre du mascara », Slate,‎ 5 mai 2025 (lire en ligne )
219. ↑  (en) « Facebook targets ‘insecure’ kids », The Australian,‎ 2017 (lire en ligne )
220. ↑  (en) Jay Peters, « Meta is trying to block ex-employee’s book alleging misconduct and harassment », The Verge,‎ 12 mars 2025 (lire en ligne )
221. ↑  Robin Couturier, « Meta fait tout pour empêcher la diffusion d'un livre «règlement de comptes» écrit par une ancienne employée », Slate,‎ 17 mars 2025 (lire en ligne )
222. 1 2 3 4  (en) Alexia Tsotsis, « Facebook’s IPO: An End To All The Revenue Speculation », sur Techcrunch.com, 1er février 2012 (consulté le 8 avril 2017).
223. ↑  (en) Michael Arrington, « Facebook Turns Down $8 billion Valuation Term Sheet, Claims 2009 Revenues Will Be $550 million », sur Techcrunch.com, 19 mai 2009 (consulté le 8 avril 2017).
224. ↑  (en) Alexia Tsotsis, « Report: Facebook Revenue Was $777 Million In 2009, Net Income $200 Million », sur Techcrunch.com, 5 janvier 2011 (consulté le 8 avril 2017).
225. ↑  « Facebook: chiffre d'affaires annuel 2021 », sur statista.com, février 2022 (consulté le 17 mai 2023).
226. ↑  « Facebook: chiffre d'affaires annuel 2022 », sur statista.com, février 2022 (consulté le 17 mai 2023).
227. ↑  « Facebook : 4 millions d'utilisateurs en France », sur lesnumeriques.com.
228. ↑  (en) Sociabliz Demographer, « Facebook Population », 2009 (consulté le 9 février 2009).
229. ↑  « Alors que ses revenus décollent, Facebook fait l'objet de suspicions sur ses chiffres d'audience », sur lesechos.fr, 9 août 2010 (consulté le 10 août 2010).
230. ↑  « L’audience de l’Internet en France en décembre 2008 », sur mediametrie.fr, 3 février 2009 (consulté le 13 mars 2009).
231. 1 2  « Statistiques Facebook février 2011 ».
232. ↑  « Facebook ouvre un laboratoire en recherche artificielle à Paris », article archivé sur Archive.is, sur Challenges, 2 juin 2015 (consulté le 1er juillet 2018).
233. ↑  « Interview de Laurent Solly, Directeur Général de Facebook sur France Inter », sur franceinter.fr, 1er septembre 2015.
234. ↑  « Facebook annonce avoir franchi la barre des 30 millions d'utilisateurs actifs en France », sur L'Obs (consulté le 26 janvier 2016).
235. ↑  « Facebook a franchi la barre des « 37 millions d'utilisateurs » en France en 2019 », sur lefigaro.fr, 10 février 2020.
236. 1 2  Étude sur les réseaux sociaux 2011 / 2012 d'E-net Business.
237. ↑  « Facebook compte 7,3 millions d’utilisateurs en Belgique », sur sudinfo.be (consulté le 6 janvier 2019).
238. ↑  BFMTV - Réseau préféré des boomers, Facebook est boudé par les jeunes - 24/10/2023 : « Basée sur 6199 personnes âgées entre 18 et 64 ans, interrogées en France entre le 4 juillet 2022 et le 19 juin 2023, l'étude souligne que Facebook est le réseau social le plus fréquemment utilisé par les internautes nées avant 1995 soit les baby boomers (84%) […] Au contraire des internautes de la Génération Z: seuls 54% ont affirmé faire usage de la plateforme de Meta à intervalle régulier. Ce qui place cette dernière "au quatrième rang dans cette catégorie d'âge" »
239. ↑  Le Figaro - Recommandations, IA, bons plans près de chez soi… Comment Meta tente de faire revenir les jeunes sur Facebook - Keren Lentschner, le 8 octobre 2024 : « Facebook lance une nouvelle offensive en direction des jeunes. Le réseau social aux 3 milliards d’utilisateurs, qui a fêté cette année ses vingt ans, aimerait bien se départir du surnom « Boomerbook » donné par la Génération Z. Il a présenté vendredi de nouvelles fonctionnalités destinées à reconquérir les jeunes qui lui préfèrent TikTok, Snapchat et Instagram (Meta). »
240. ↑  MondeTech - Zuckerberg Veut Reconquérir la Génération Z sur Facebook - 05/02/2025 : « Alors que Facebook peine à séduire la génération Z, Mark Zuckerberg a une idée en tête : redonner à sa plateforme son esprit originel. […] Face à la concurrence féroce de TikTok et Snapchat, le PDG de Meta est prêt à tout pour inverser la tendance. Selon un sondage Pew Research de 2024, seuls 33% des ados américains utilisent encore la plateforme, contre 71% dix ans plus tôt. »
241. ↑  francois, « Infographie - Les médias sociaux en Suisse, chiffres clés pour 2018 », sur Frank ® Communication | Kommunikation Fribourg / Freiburg, 22 décembre 2017 (consulté le 6 janvier 2019).
242. ↑  « Facebook », Google Tendances des recherches.
243. ↑  (en) Ken Burbary, « Facebook Demographics Revisited – 2011 Statistics », sur Web Business by Ken Burbary, 7 mars 2011 (version du 8 mars 2011 sur Internet Archive).
244. ↑  L'engouement pour les médias sociaux au Québec, Québec, Netendances, 2011, 20 p. (lire en ligne), p. 13.
245. 1 2 3  (en) « Facebook Statistics by Country », sur Socialbakers.com (consulté le 24 octobre 2012).
246. ↑  (en) « Facebook Reports Fourth Quarter and Full Year 2014 Results », 28 janvier 2015.
247. ↑  Le Journal du Net, « Nombre d'utilisateurs de Facebook dans le monde », 2 février 2018.
248. ↑  (en) « A propos de Facebook », sur newsroom.fb.com (consulté le 5 mai 2017).
249. ↑  « Facebook frôle les 2 milliards d'utilisateurs », sur Le Point, 3 mai 2017.
250. ↑  (en) « Number of monthly active Facebook users worldwide as of 1st quarter 2017 (in millions) », sur Statista.com (consulté le 5 mai 2017).
251. ↑  « Facebook : 2 milliards d’utilisateurs (et c’est pas fini) », sur clubic.com, 28 juin 2017.
252. ↑  « Les Chiffres de Facebook 2018 : Utilisateurs, Bénéfices, CA… », sur webmarketing-conseil.fr, 15 mai 2018 (consulté le 6 janvier 2019).
253. ↑  « Facebook connection : Protégé votre Facebook connexion », GEEK-WIN,‎ 8 octobre 2018 (lire en ligne, consulté le 23 octobre 2018).
254. 1 2  Julien Lausson, « La France a fait supprimer 32 100 fois une photo du Bataclan sur Facebook », sur Numerama, 29 avril 2016 (consulté le 31 juillet 2016).
255. ↑  « Facebook a bloqué l'horrible photo du Bataclan à 32 100 reprises, en France », sur Slate.fr, 29 avril 2016 (consulté le 31 juillet 2016).
256. ↑  Damien Licata Caruso, La France, vice-championne du monde de la censure sur Facebook ?, Le Parisien, 2 octobre 2019.
257. ↑  Charles Sapin, « Facebook menace de « dépublication » les pages de Jordan Bardella et Marion Maréchal », sur Le Figaro (consulté le 23 février 2021).
258. ↑  « Maréchal et Bardella "censurés" après des posts sur Génération identitaire? Facebook répond », sur Le HuffPost, 22 février 2021 (consulté le 23 février 2021).
259. ↑  « Facebook est disponible à travers le monde en 114 langues », sur Facebook.com, 2023 (consulté le 9 juin 2023).
260. ↑  Ariane Beky, « Facebook lance officiellement sa version espagnole », sur clubic.com, 8 février 2008 (consulté le 5 mai 2017).
261. ↑  Éric Auchard (trad. Claude Chendjou), « Facebook lance une version française de son site », Le Nouvel Observateur,‎ 10 mars 2008 (lire en ligne, consulté le 9 février 2009).
262. ↑  « Une version de Facebook en français du Québec est maintenant disponible », sur Google News, La Presse canadienne, 7 avril 2009 (version du 10 avril 2009 sur Internet Archive).
263. ↑  (en) « Facebook now available ‘en bon québécois’ », sur CBCNews.ca, Société Radio-Canada, 7 avril 2009 (consulté le 8 avril 2009).
264. 1 2  (en) « Facebook asks users to translate new versions for free », sur news.yahoo.com, 19 avril 2008 (version du 20 avril 2008 sur Internet Archive).
265. ↑  (en) « Top 10 Fastest Growing Facebook Languages », sur Socialbakers.com, 24 mai 2010 (consulté le 5 mai 2017).